# 澳門巴士10路線
澳門巴士10路線是由澳巴經營，往返關閘和媽閣的巴士路線。

## 簡介及歷史
- 1987年1月，澳巴開設本線，當時班次相當疏落，班距為80分鐘。

- 1987年7月28日至8月4日，凡乘坐本線的乘客可獲免費乘車券1張，由當日起加密班距至15分鐘。

- 1993年11月，由於外港碼頭搬遷，受道路條件限制，往關閘方向不再途經外港碼頭。

- 2010年8月21日起，交通事務局檢討實施三個月的新馬路公交專道後，為避免所有巴士集中在永亨銀行外之巴士站上落客導致互相阻礙，同時藉以增加新馬路下段之人流，改善營商環境，本線取消停靠永亨銀行門外之巴士站，改停靠「金碧文娛中心」站。[1]

- 2011年8月1日，本線改由維澳蓮運經營。

- 2014年7月1日，本線改由新時代經營。

- 2016年4月23日，取消停靠「媽閣廟前地」、「河邊新街／媽閣」站，改停靠「河邊新街／凱泉灣」站。[2]

- 2016年9月4日，暫不停靠「看台街／騎士馬路」站、「關閘馬路」站及「關閘馬路／三角花園」站，臨時停靠在祐漢新村第一街近吉祥樓的「吉祥樓」臨時站。[3]

- 2016年9月30日，上述措施改為永久實施，「吉祥樓」臨時站更名為「祐漢第一街」。[4]

- 2017年8月23日，颱風天鴿襲澳，關閘總站受到嚴重風暴潮破壞，本線改為循環線運作。

- 2018年6月30日，因新馬路排水系統工程影響，本線總站改為「澳門旅遊塔」站，期間暫不停靠「媽閣總站」、「河邊新街／凱泉灣」、「河邊新街／李道巷」、「火船頭街」、「新馬路／大豐」、「殷皇子馬路」站，直接停靠「亞馬喇前地」站。

- 2018年8月1日，本線回復由澳巴經營。

- 2018年8月17日起，新馬路恢復雙向行車，本線恢復原線行駛。

- 2018年10月27日起，為明確巴士站位置及讓巴士服務更符合市民出行需要，“高美士／何賢公園”站改名為“高美士／利澳”。

- 2018年12月15日，總站搬遷至關閘總站。回復為雙向線，維持停靠現有站點並按原線行駛。

- 2019年3月1日，配合慕拉士大馬路公共房屋項目施工及考慮乘客的候車安全，取消「慕拉士／發電廠」站。

- 2019年4月6日，為配合“內港北雨水泵站箱涵渠建造工程”，暫不停靠“金碧文娛中心”站。

- 2019年7月27日起，多個巴士站開始改名：
  - “旅遊活動中心”站改名為“金蓮花廣場”；
  - “十月一日前地”站改名為“十月一號前地”。

- 2019年8月31日起，因“內港北雨水泵站箱涵渠建造工程”已完工，本線恢復原線停靠。

- 2019年9月28日，因“2019澳門國際煙花比赛匯演”，本線開設特班車，由旅遊塔開出，然後到媽閣按原線行駛。

- 2020年1月20日起，「火船頭街」站改名為「內港客運碼頭」，並往司打口方向遷移。[5]

- 2020年4月18日，亞馬喇前地整治土建工程完工，取消停靠「亞馬喇前地」站。

- 2020年12月底至2021年初，受慕拉士大馬路下水道工程影響，暫不停靠「慕拉士／飛通大廈」站。

- 2021年1月9日起，取消停靠「拱形馬路／蓮峰廟」站。[6]

- 2021年11月27日起，“慕拉士馬路／望廈”站更名為“慕拉士馬路／望善樓”。[7]

- 2022年5月28日起，「理工學院」站更名為「澳門理工大學」站；「廈門街／理工」站更名為「廈門街／澳門理工大學」。[8]

- 2022年6月20日至6月25日，因應北京街鋪路工程，暫不停靠“北京街／假日酒店”。[9]

- 2022年6月25日至6月27日，因應高美士街鋪路工程，暫不停靠“金蓮花廣場”、“廈門街／澳門理工大學”，臨時停靠“羅理基／馬六甲街”。[9]

- 2022年6月23日至12月31日，因應羅理基博士大馬路行人天橋優化工程，暫不停靠“治安警察局”。[10]

- 2022年7月11日至17日，本線改以特別巴士專線方式營運，僅供特許人士乘搭。[11][12]

- 2022年7月18日至22日，因宣佈延長“相對靜止管理”措施，本線維持上述措施。[13]

- 2022年7月18日09:30至28日，因應祐漢吉祥樓實施封控措施，“祐漢第一街”站暫停使用，臨時停靠“永定街”站。[14]

- 2022年12月3日起，本線總站調整至“媽閣交通樞紐”，原“媽閣總站”調整為中途站並更名為“西灣湖景大馬路／媽閣碼頭”。[15][16][17][18][19][20]

- 2025年1月27日起，「金碧文娛中心」站改名為「新馬路／金碧坊」。

- 2025年4月18日起，新增停靠“慕拉士馬路／望信樓”站。[21]

## 使用車輛

### 澳巴時期（舊兩巴時期）
本線開辦初期：
- 平治OF1313型
- 日產柴油CB12型

1995年：

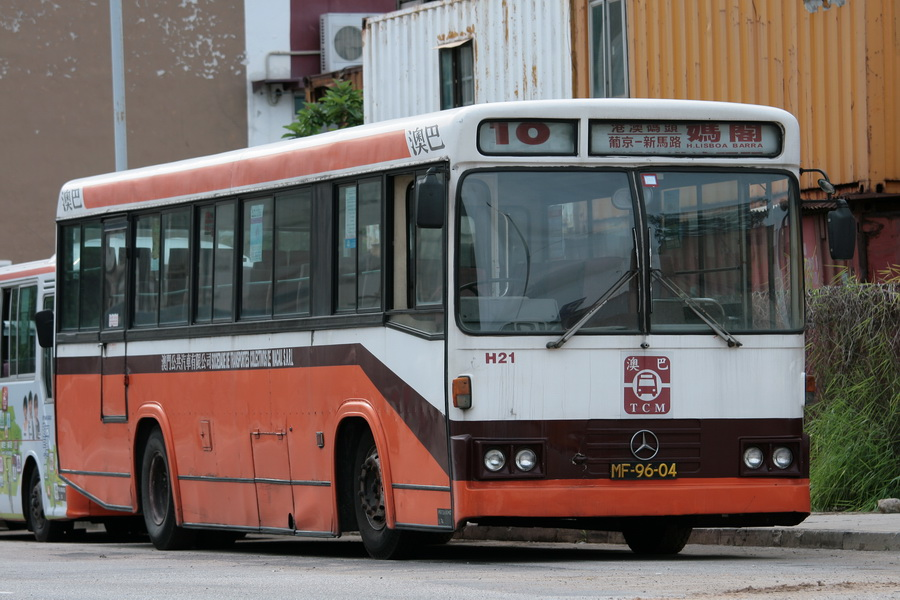
平治OH1318
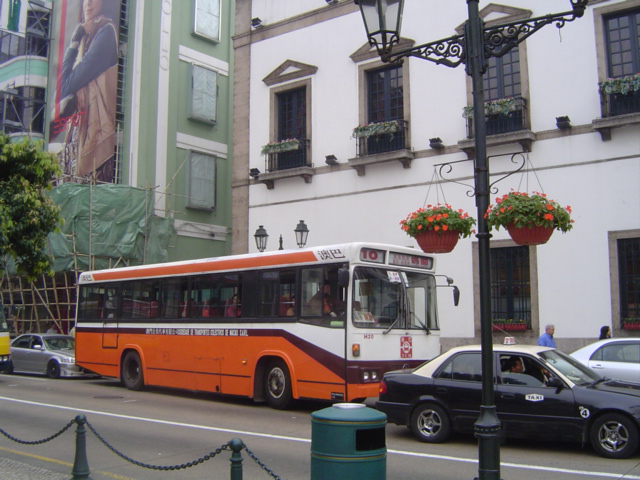
平治OH1318
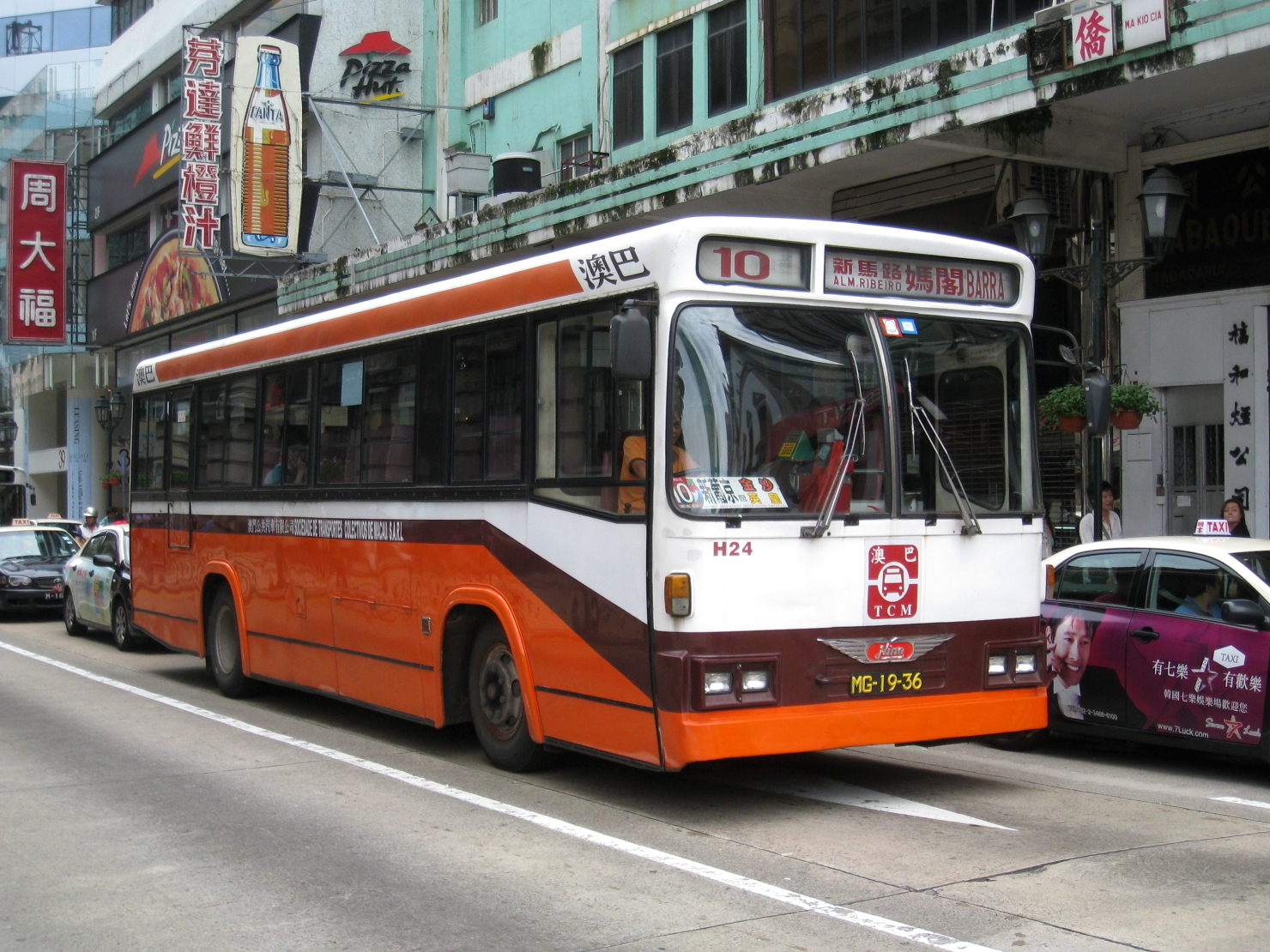
日野RK1MMKA
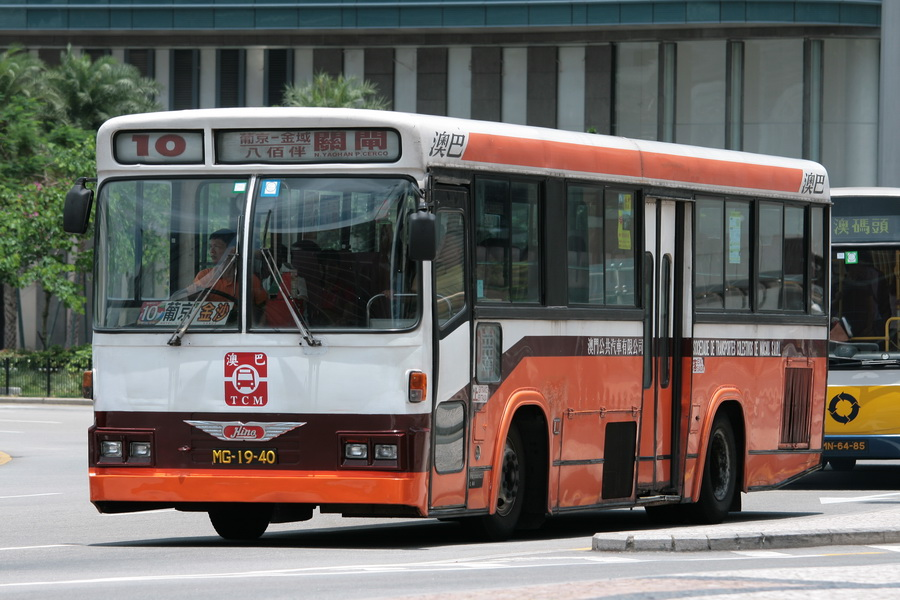
日野RK1MMKA
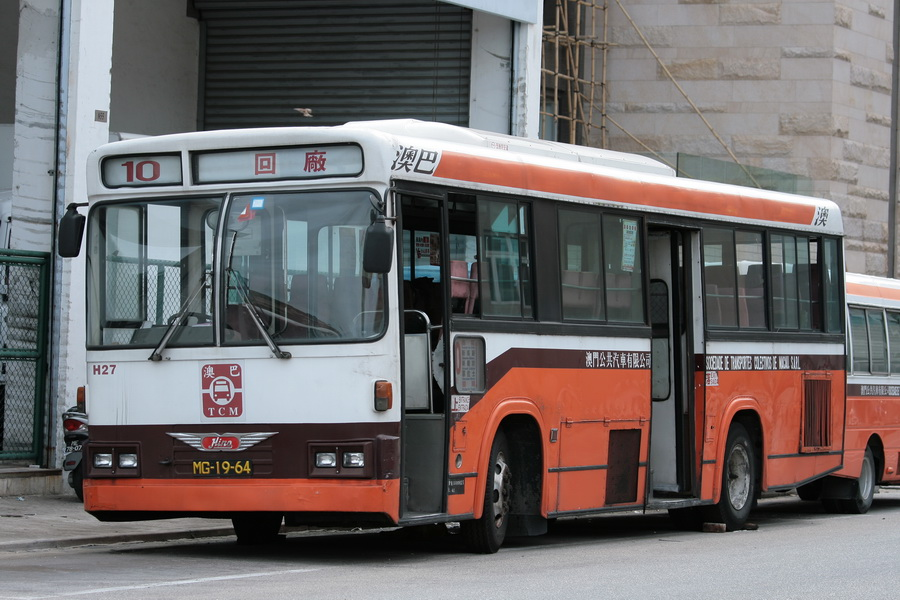
日野RK1MMKA
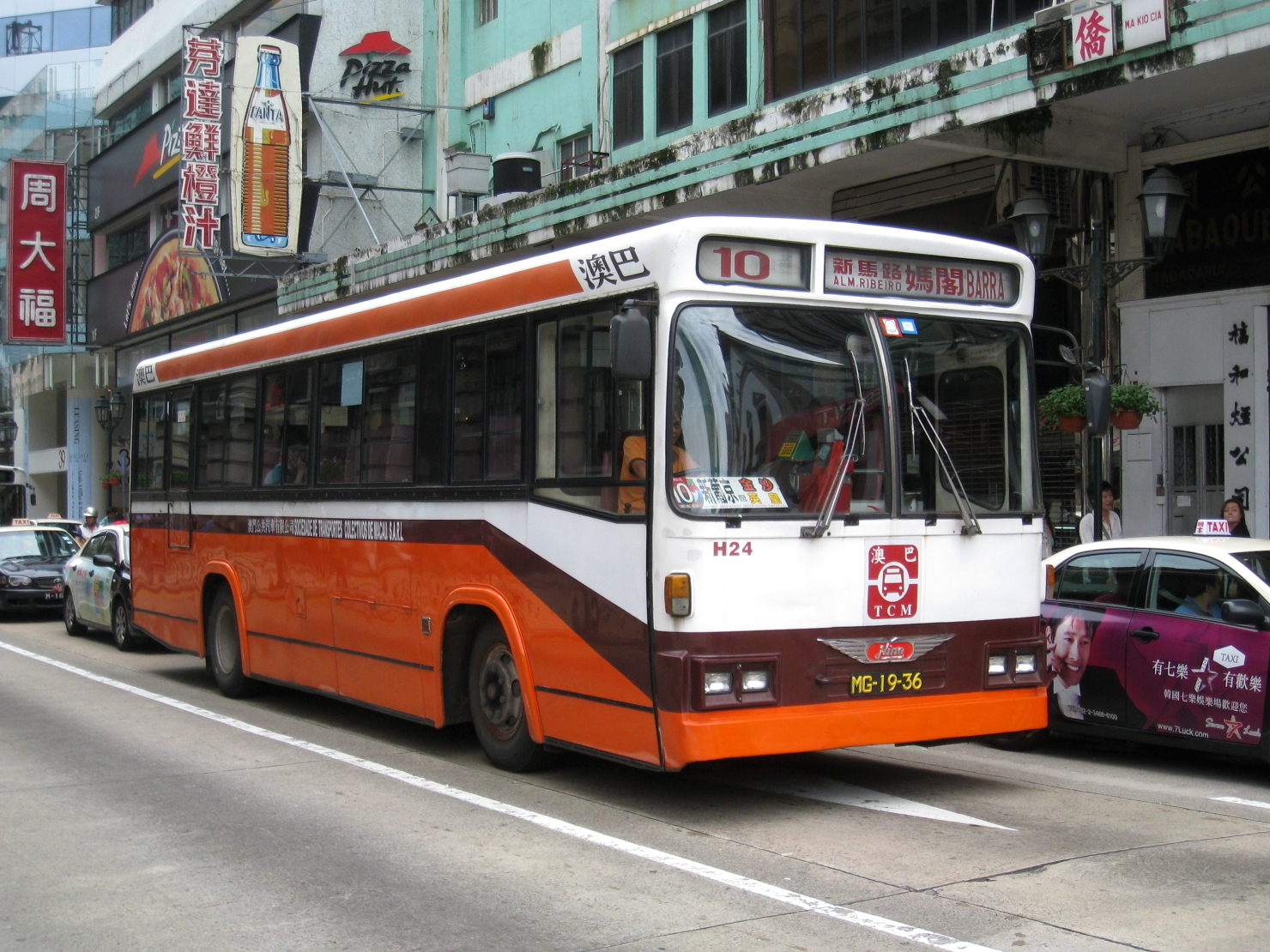
日野RK1MMKA
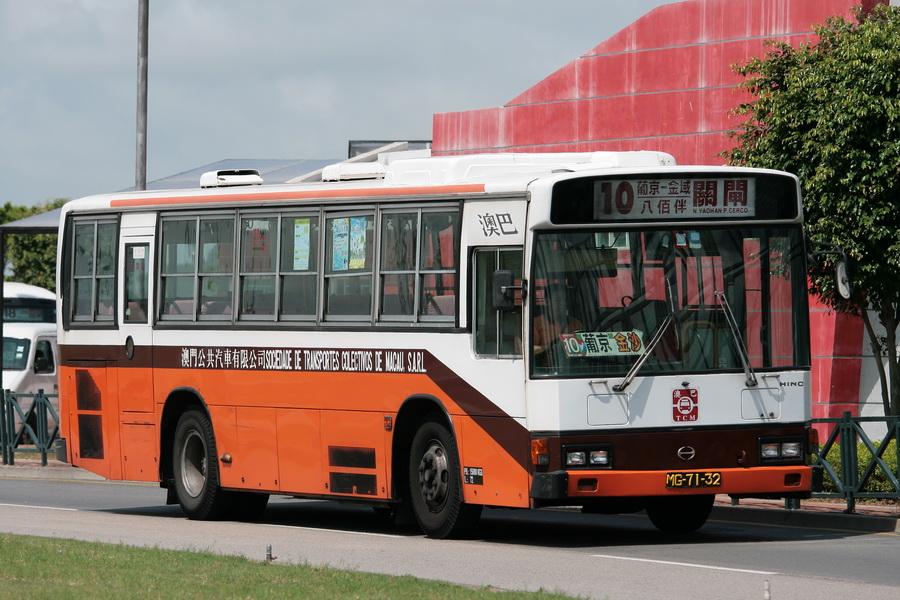
日野Blue Ribbon KC-HT2MLCL
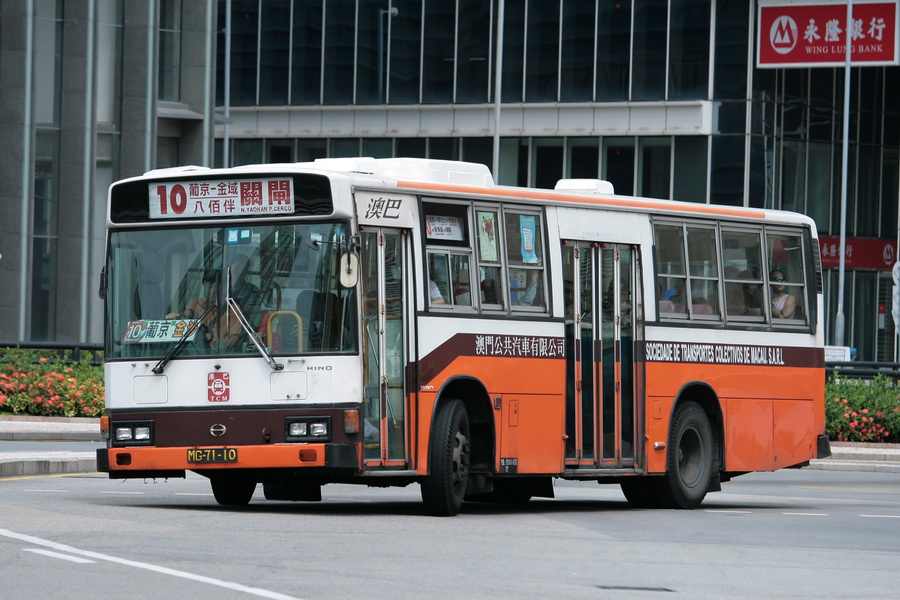
日野Blue Ribbon KC-HT2MLCL
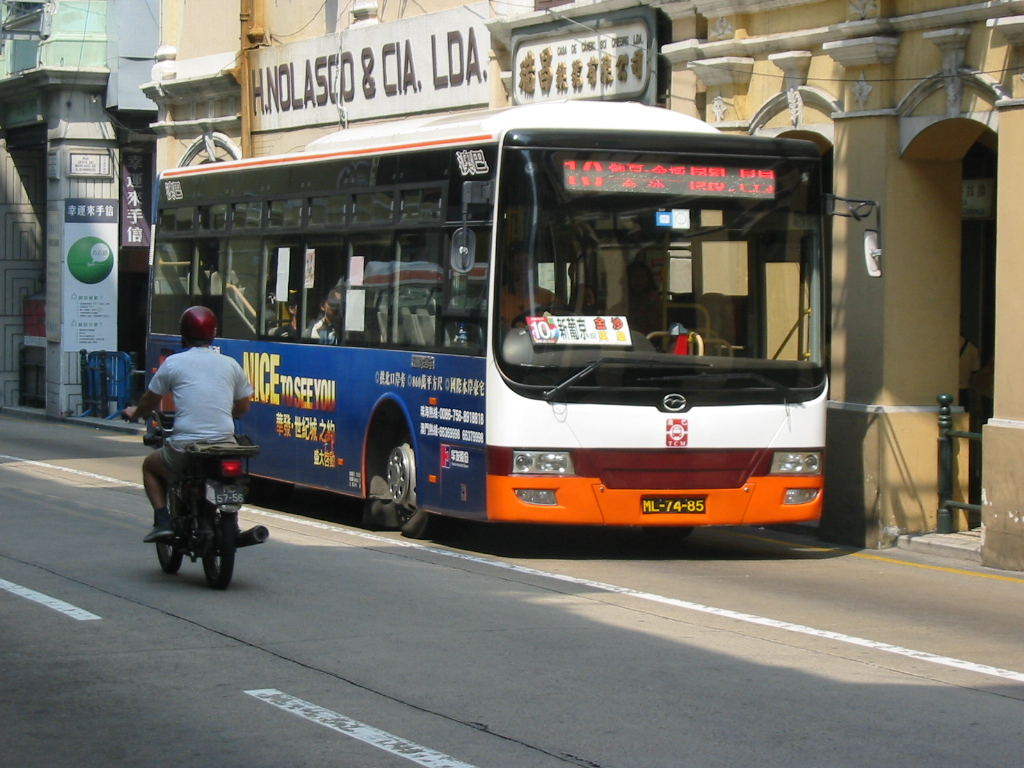
五洲龍FDG6920BG

- 日野HT2MLCL

主要用車為下列：
- 日野RK1MMKA
- 日野HT2MLCL
- 日野HR1JKEE（特見）
- 日野HR7J（特見）
- 各款五洲龍巴士（特見）

### 維澳蓮運時期

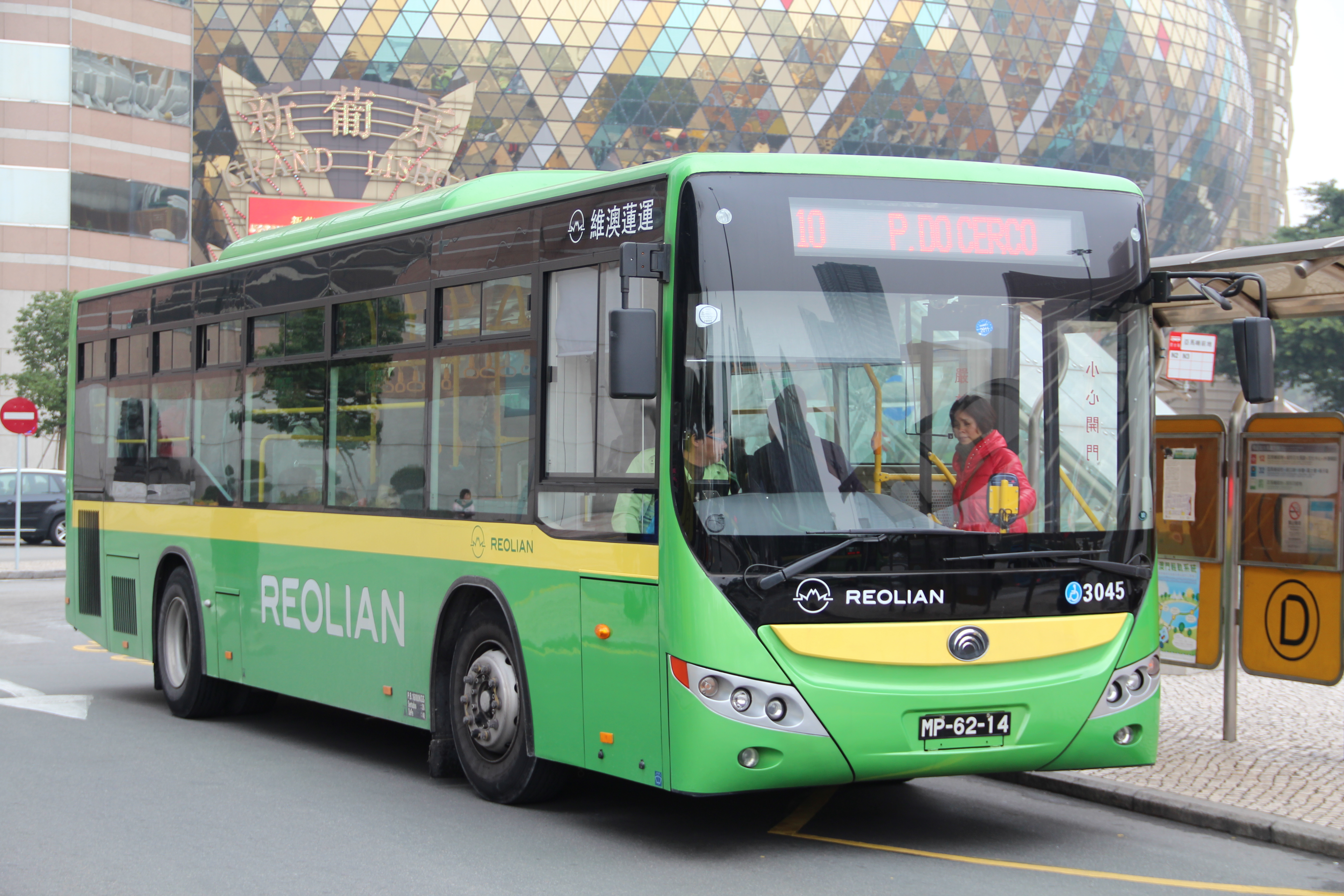
宇通ZK6118HGE

### 新時代時期
2014年7月31日前：

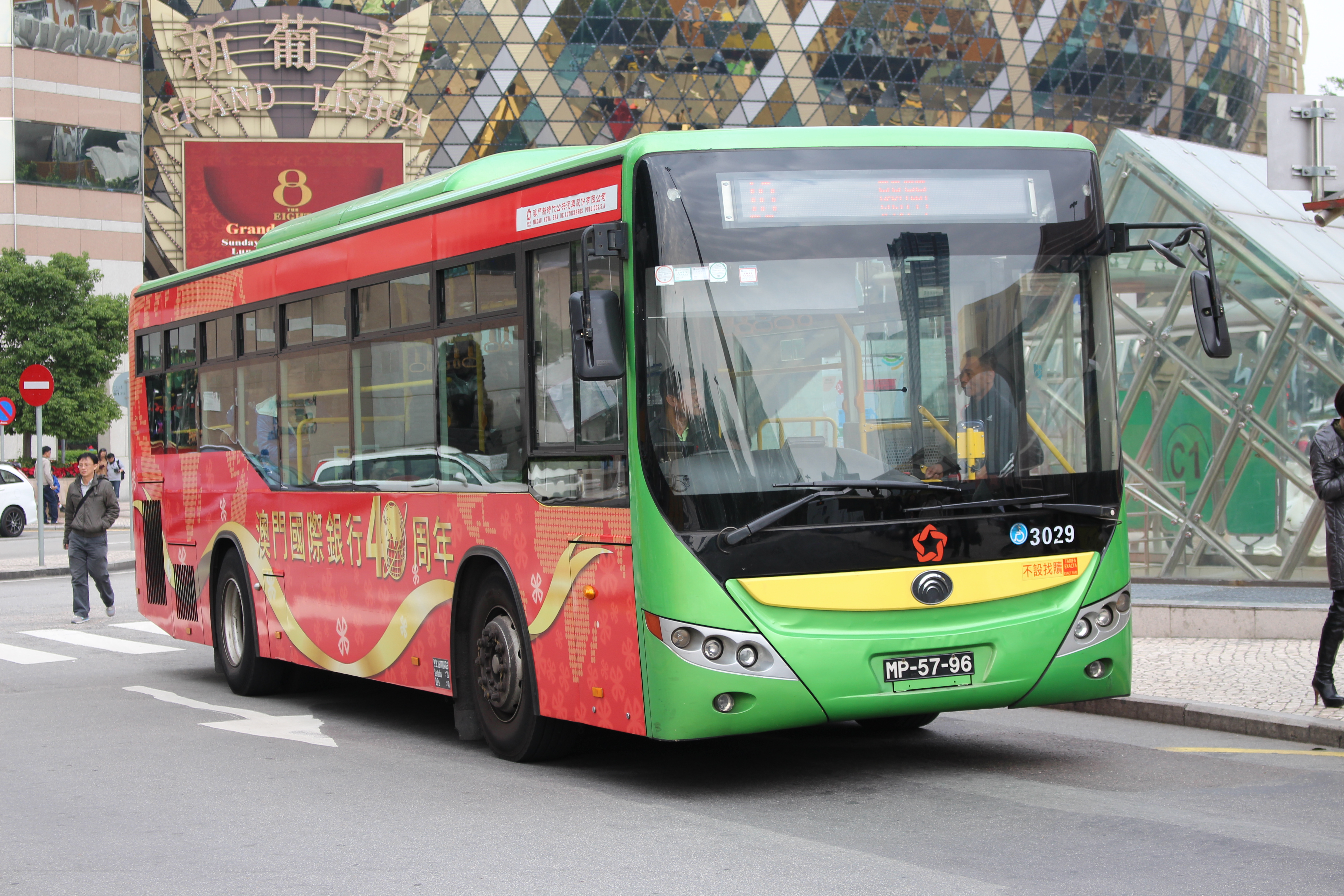
宇通ZK6118HGE
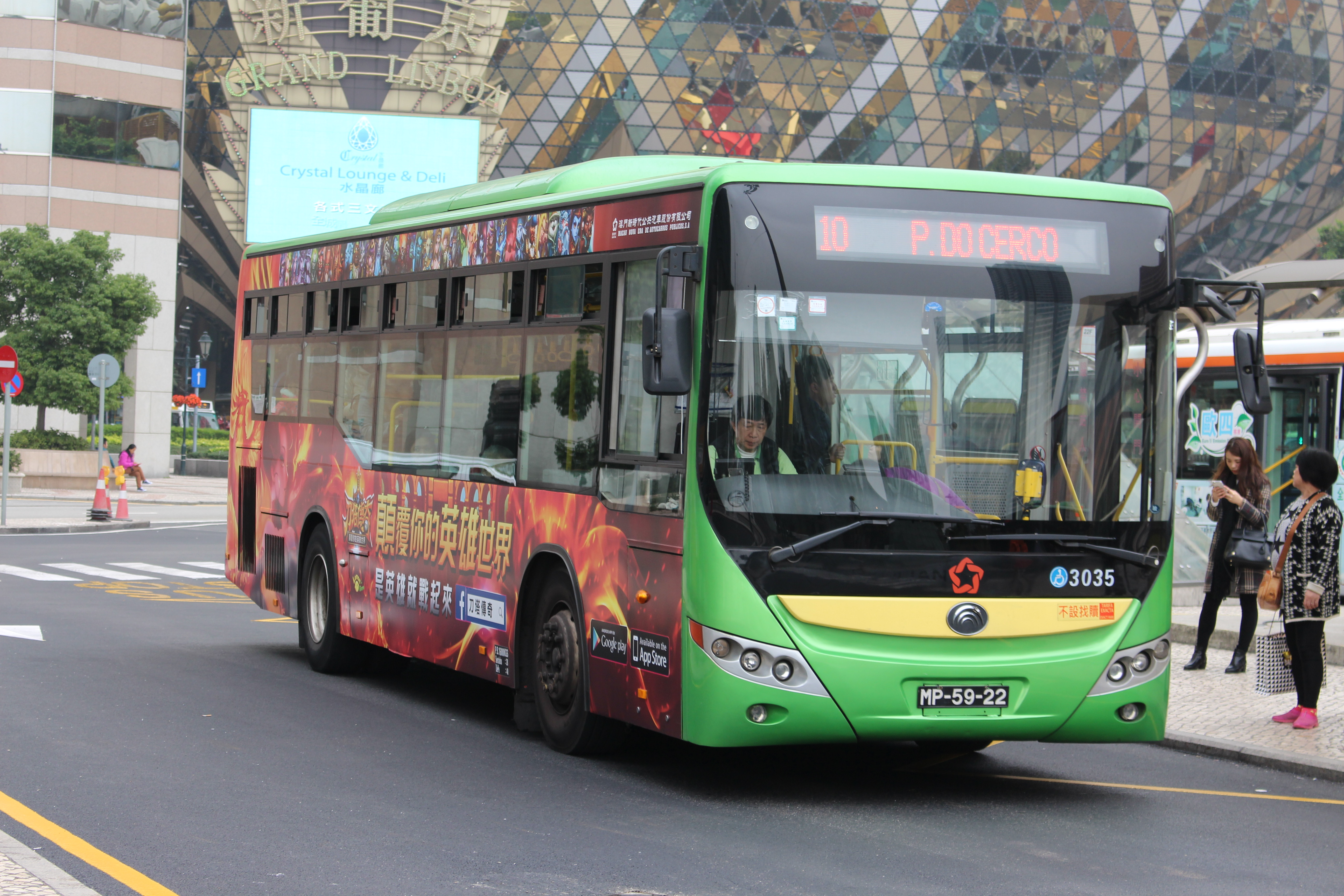
宇通ZK6118HGE
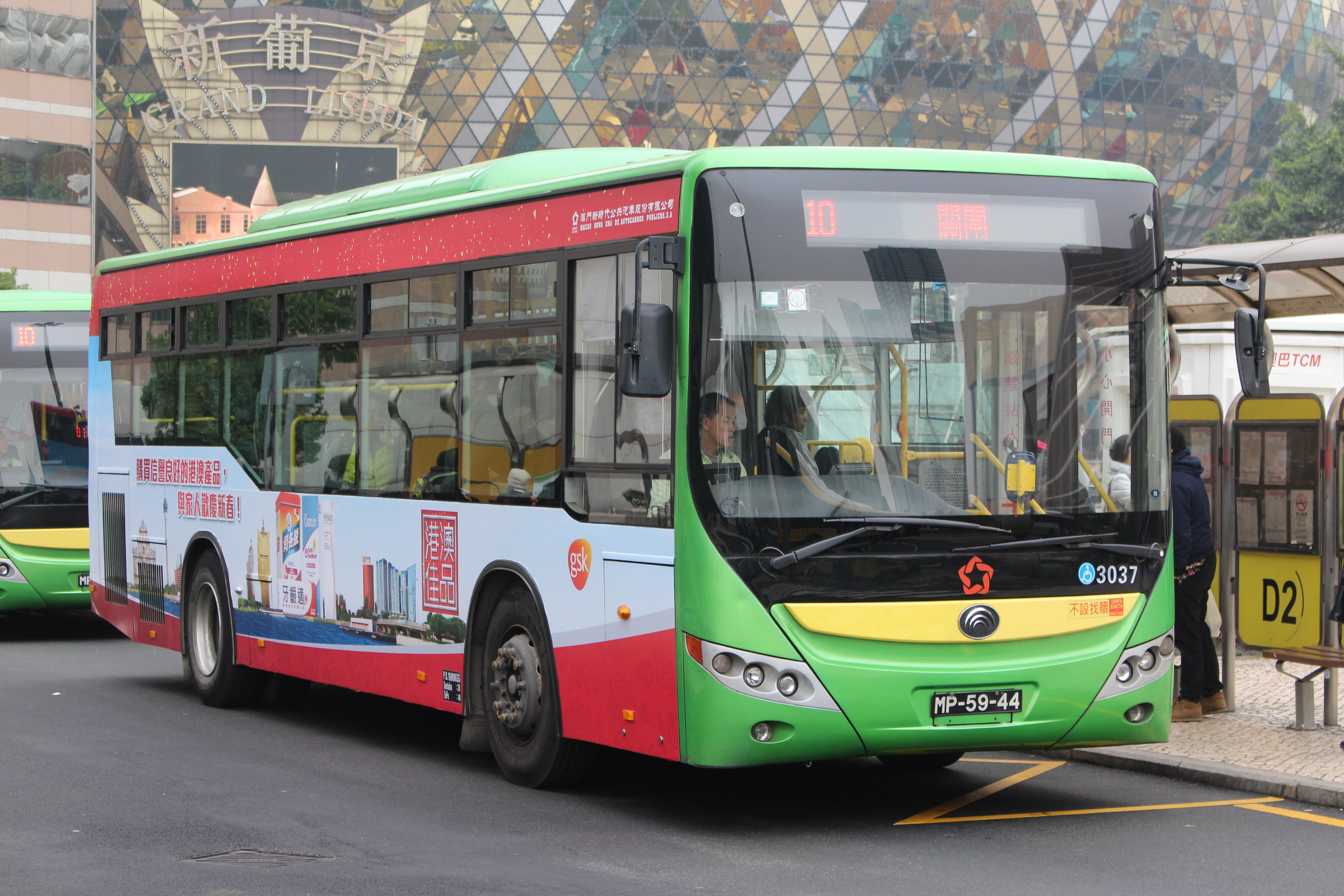
宇通ZK6118HGE
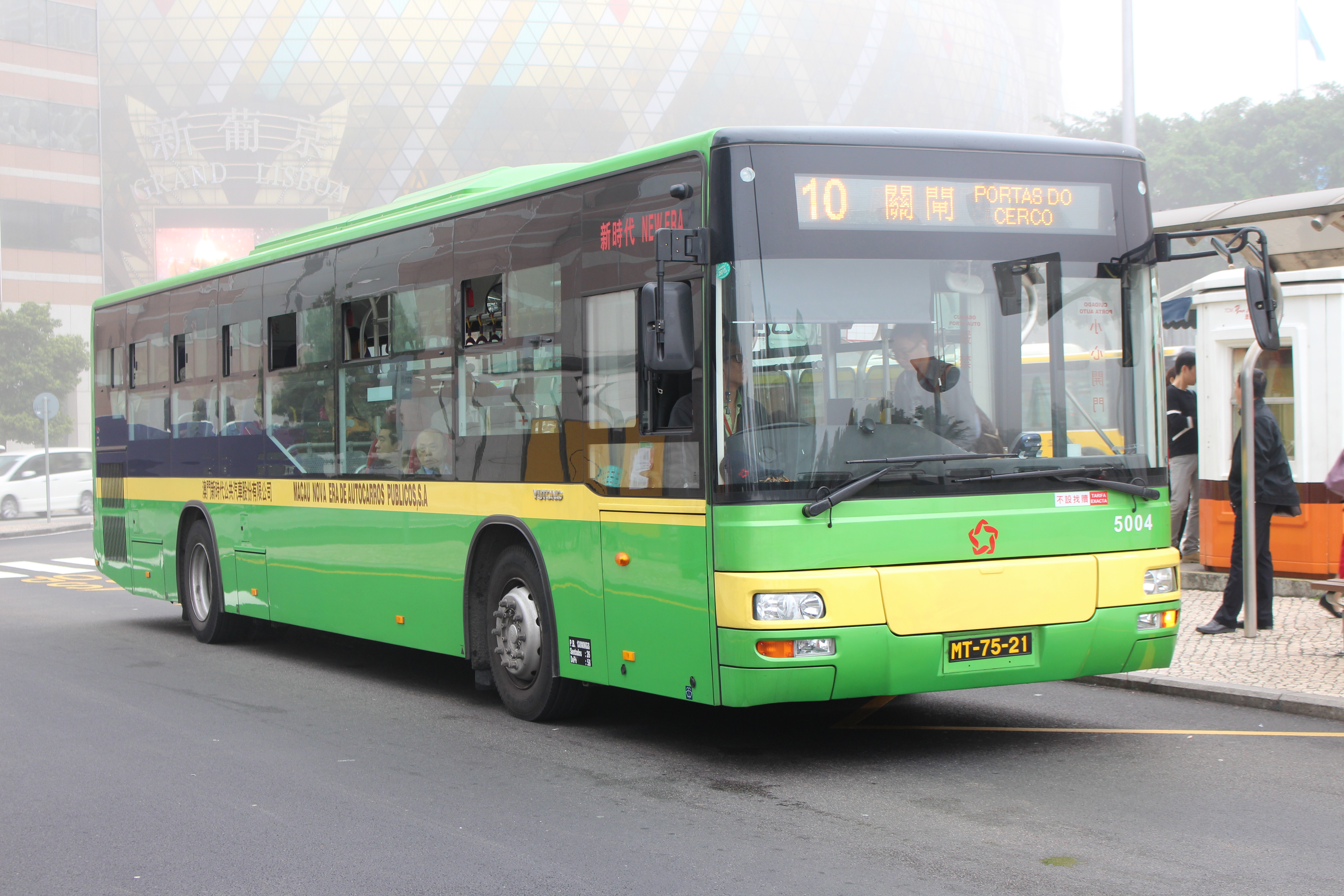
宇通ZK6128HGE

2014年7月31日後：
- 宇通ZK6118HGE
- 宇通ZK6128HGE
- 宇通ZK6115HG1
- 宇通ZK6105HG

### 澳巴時期（新兩巴時期）
2022年6月26日前：

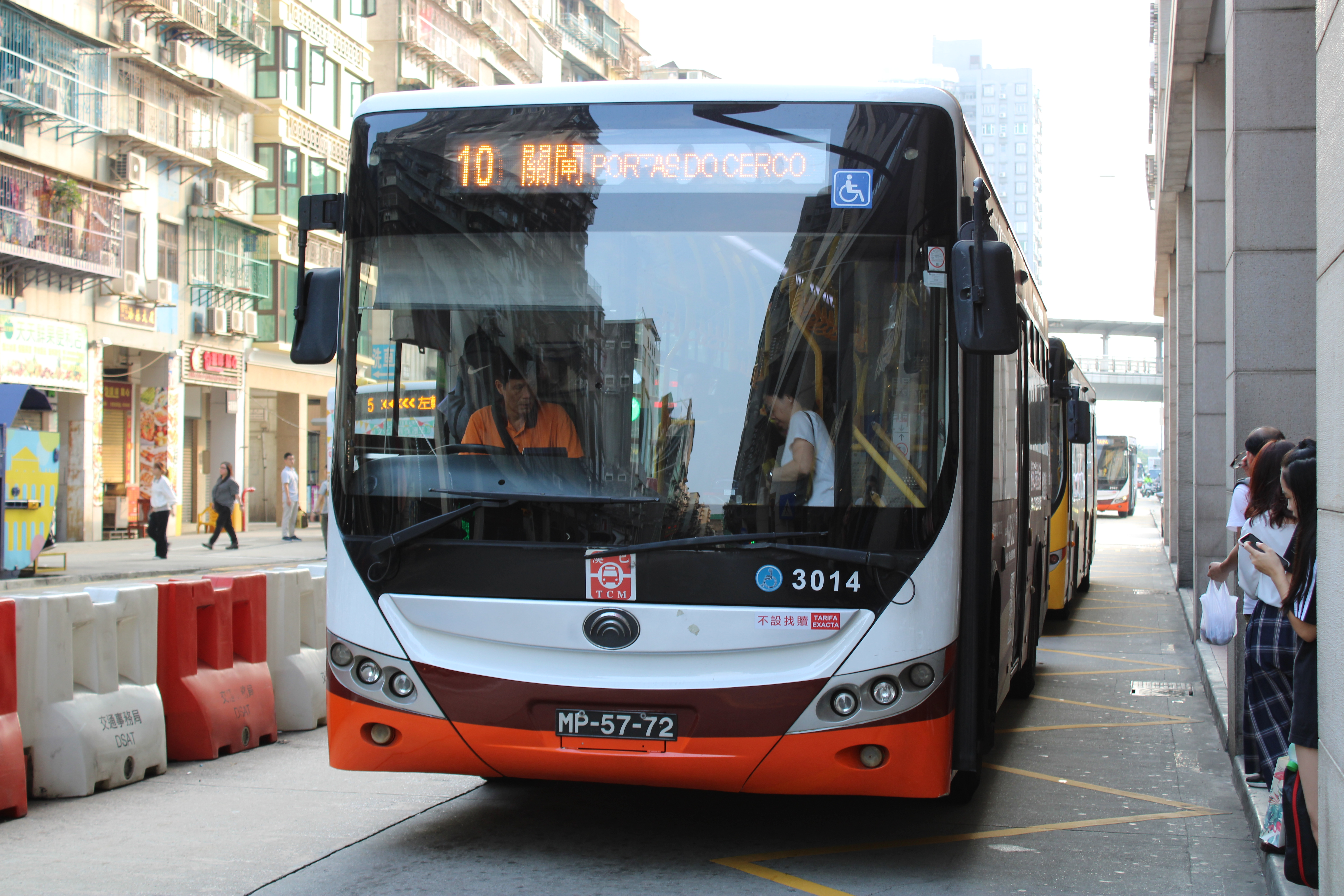
宇通ZK6128HGE
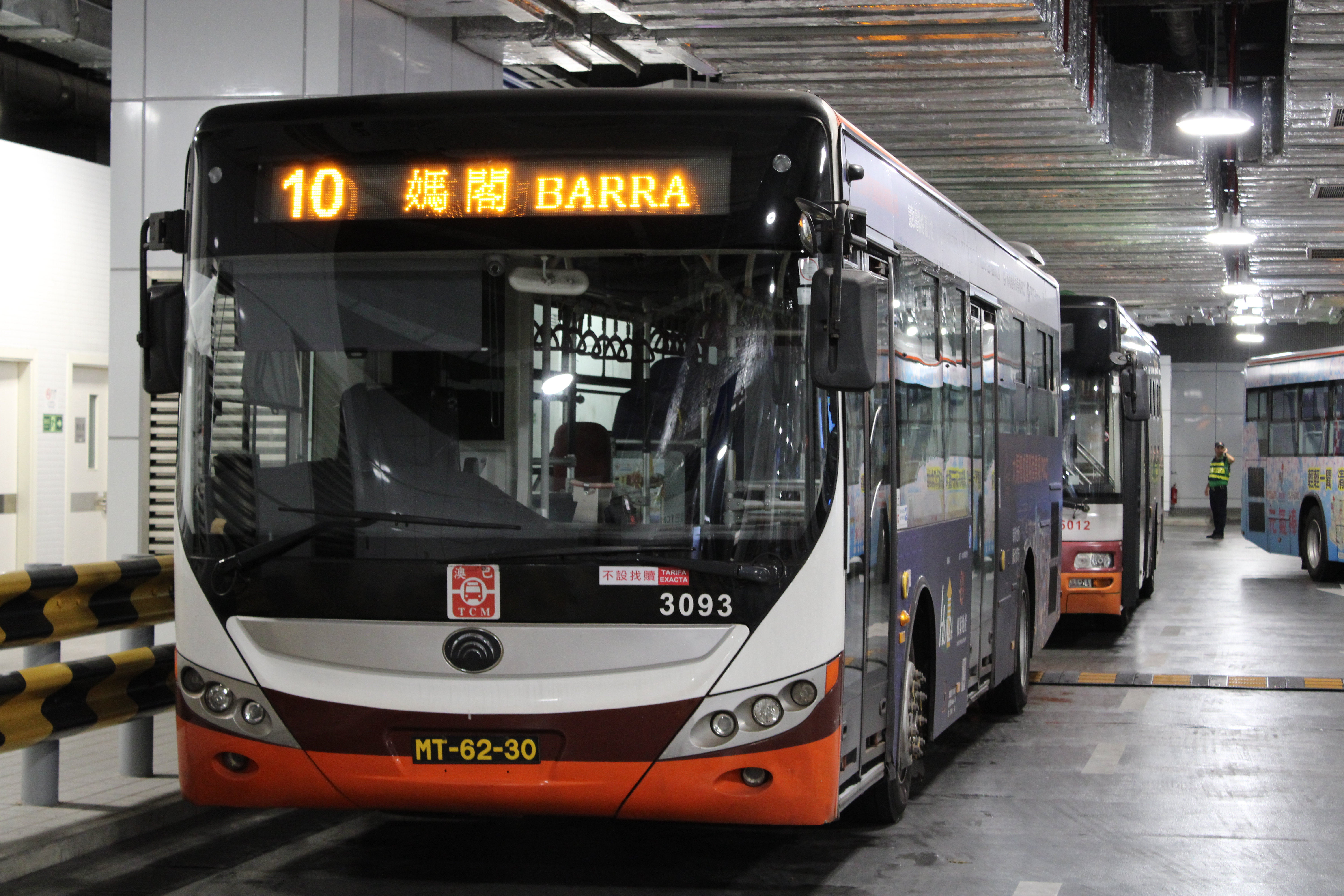
宇通ZK6105HG
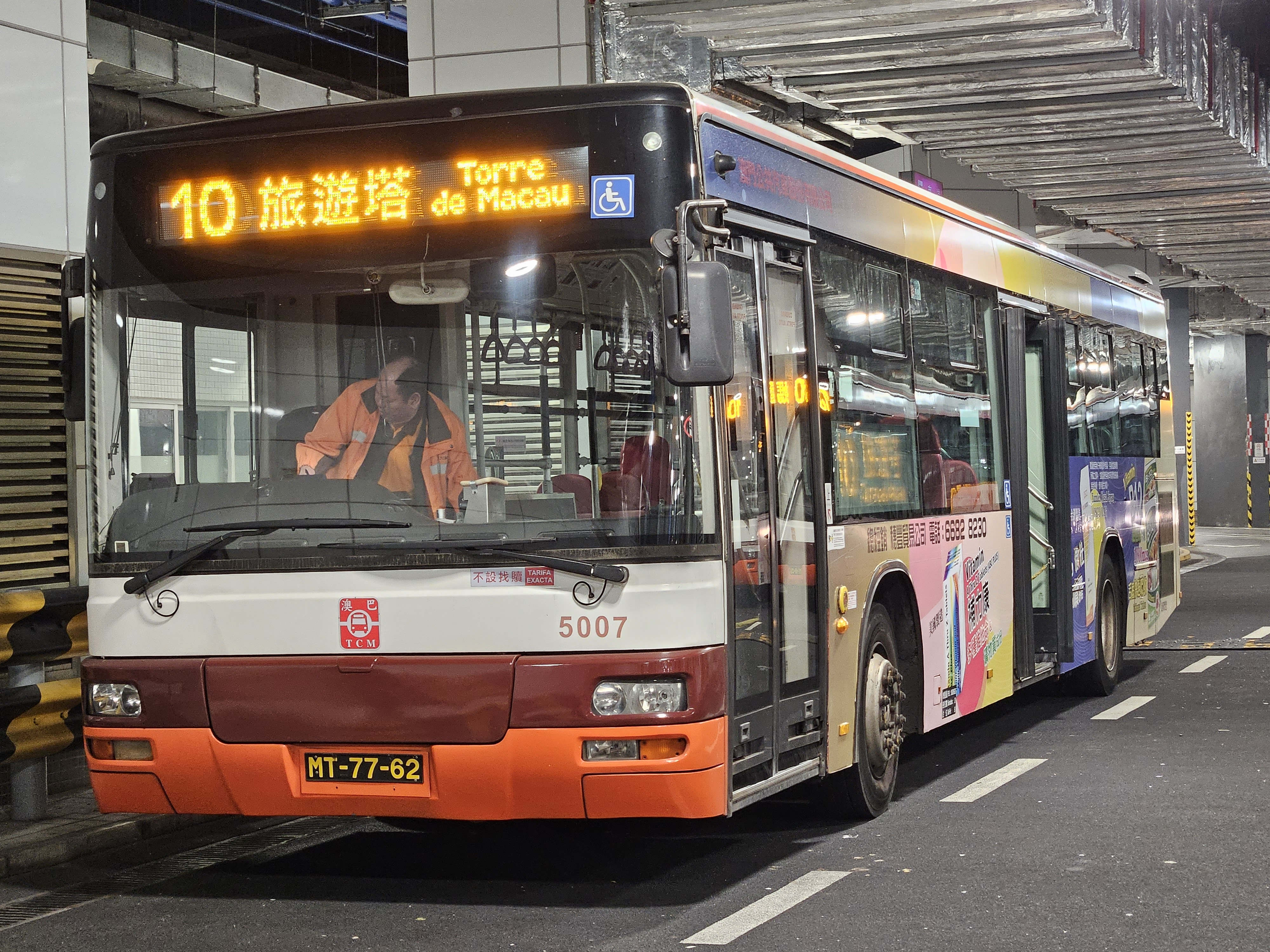
宇通ZK6118HGE
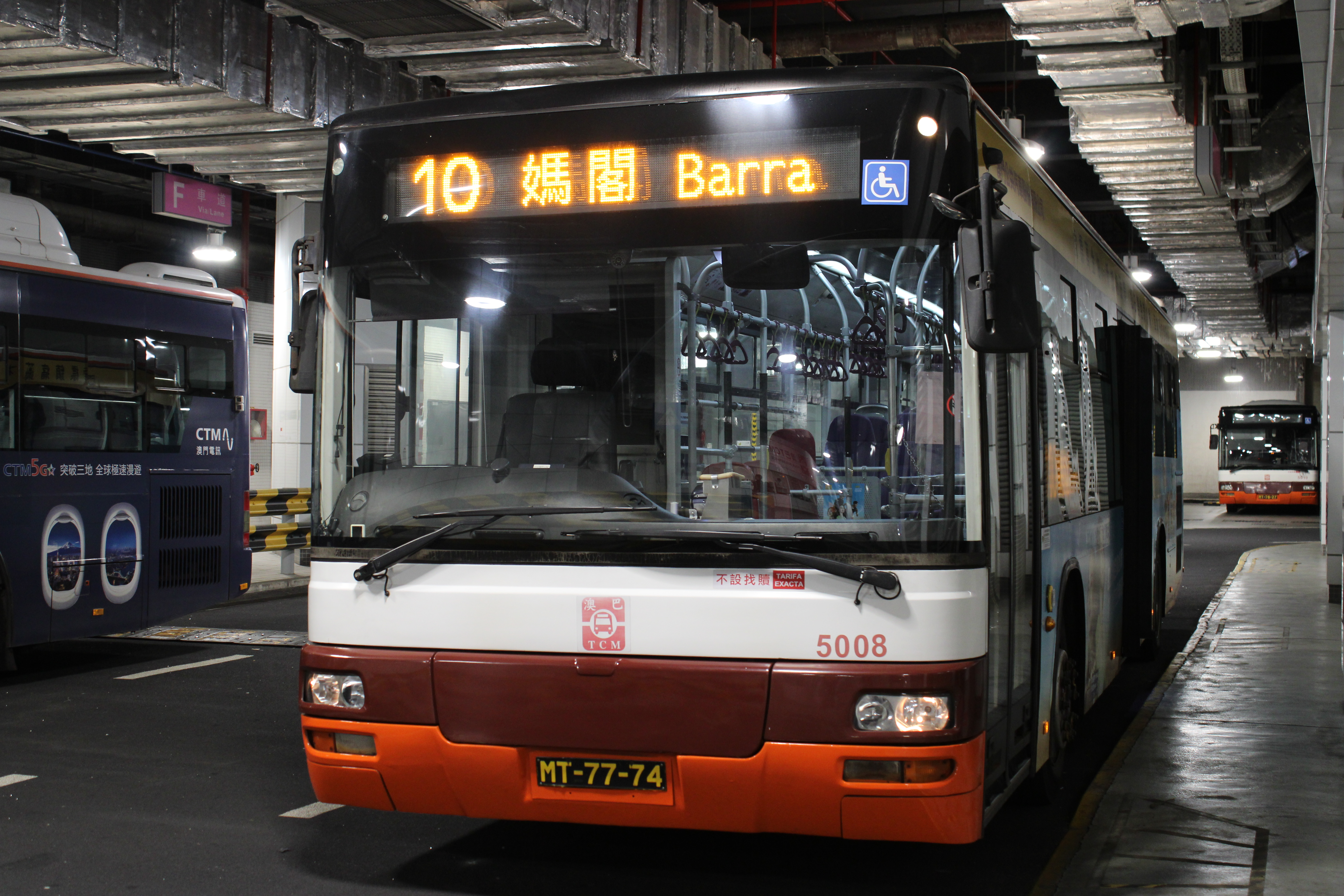
宇通ZK6115HG1
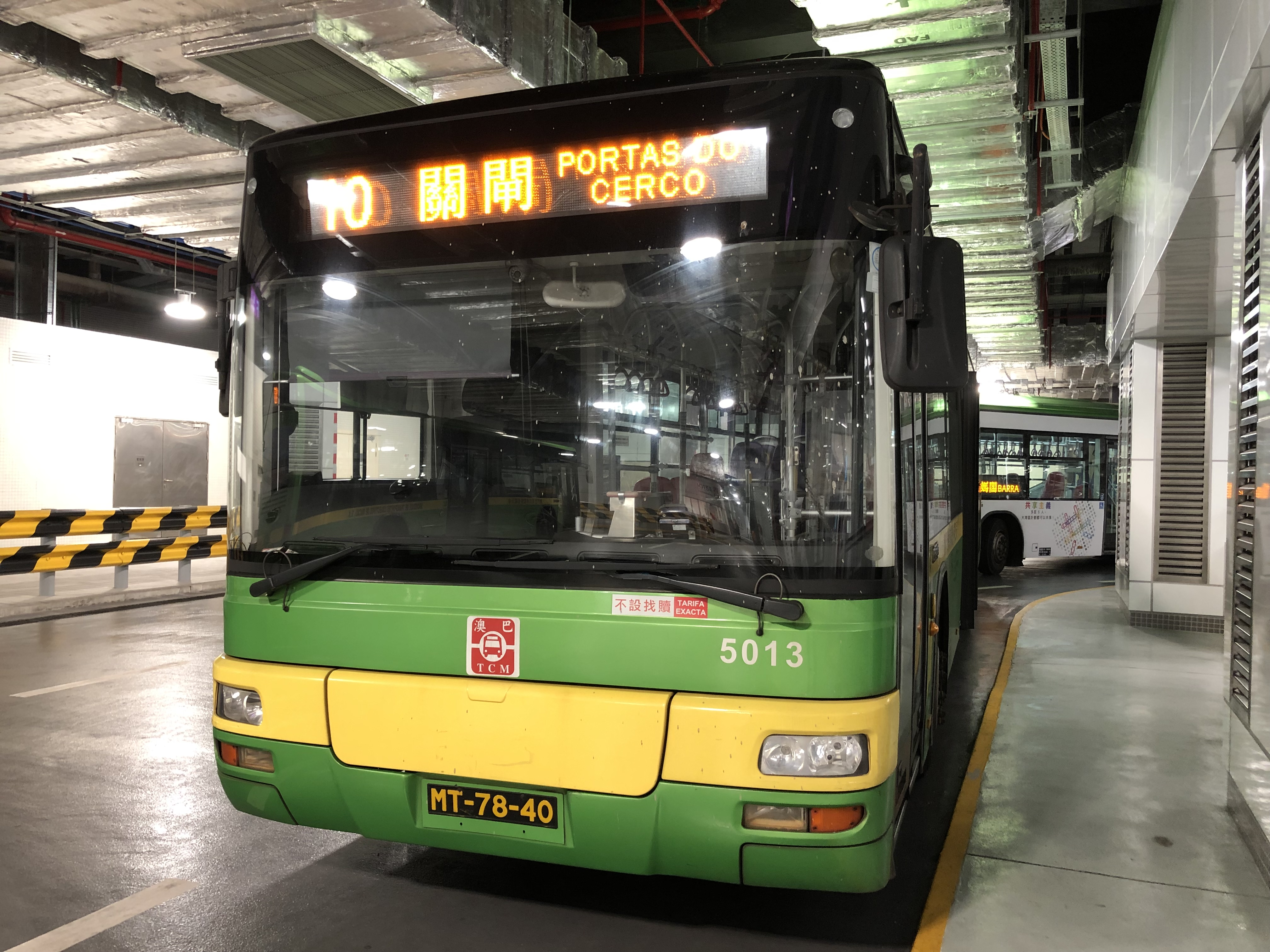
宇通ZK6128HGE
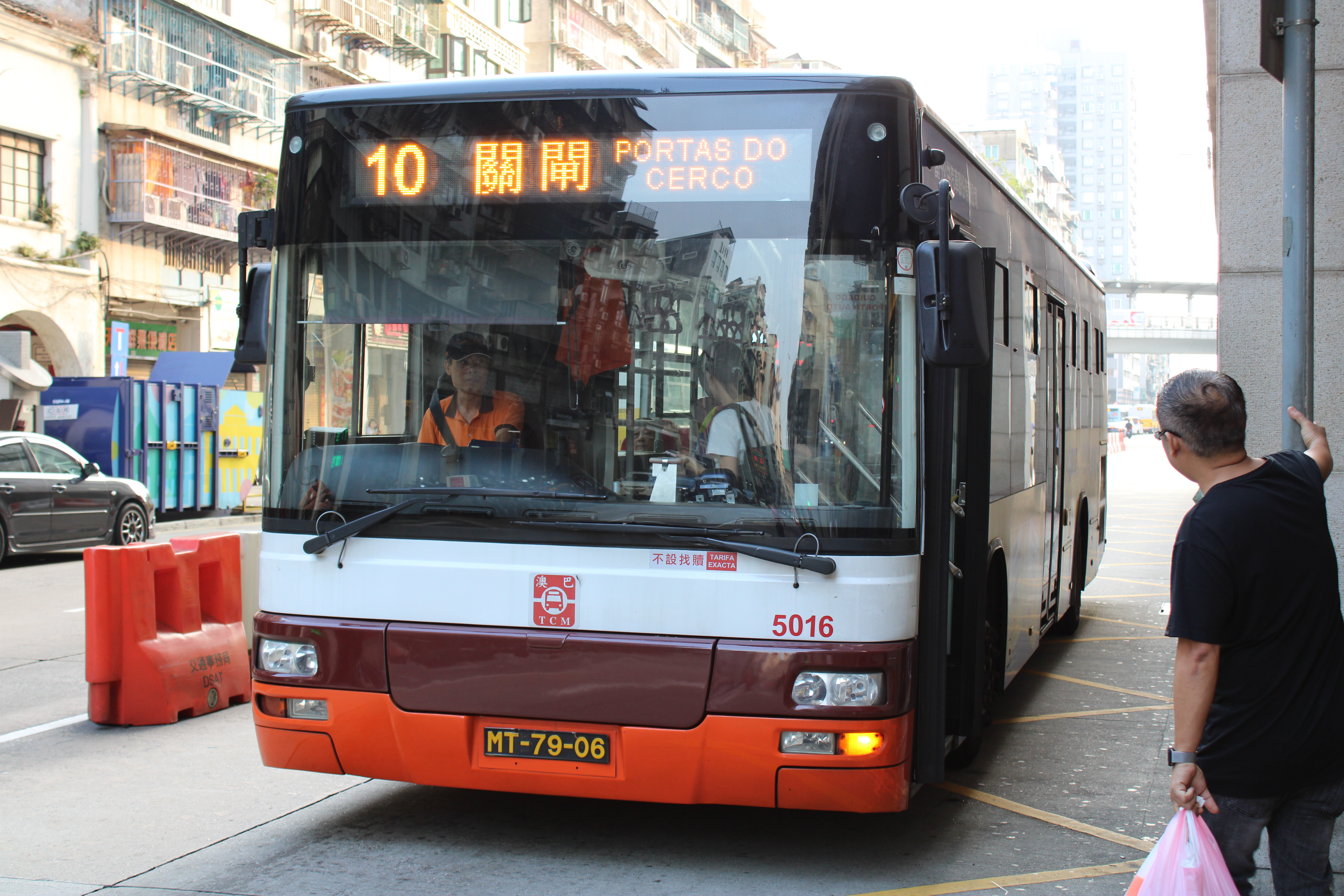
宇通ZK6128HGE
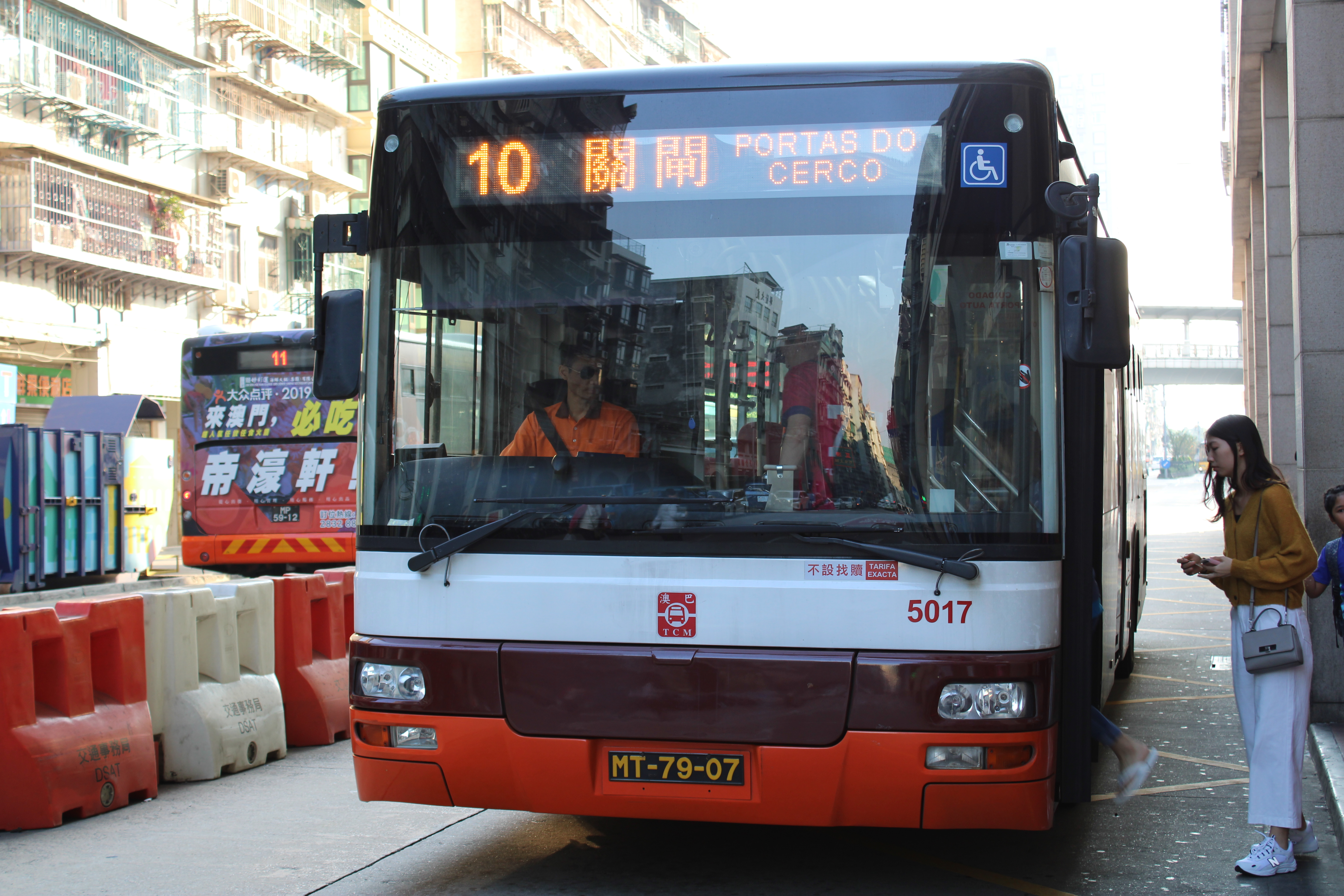
宇通ZK6128HGE
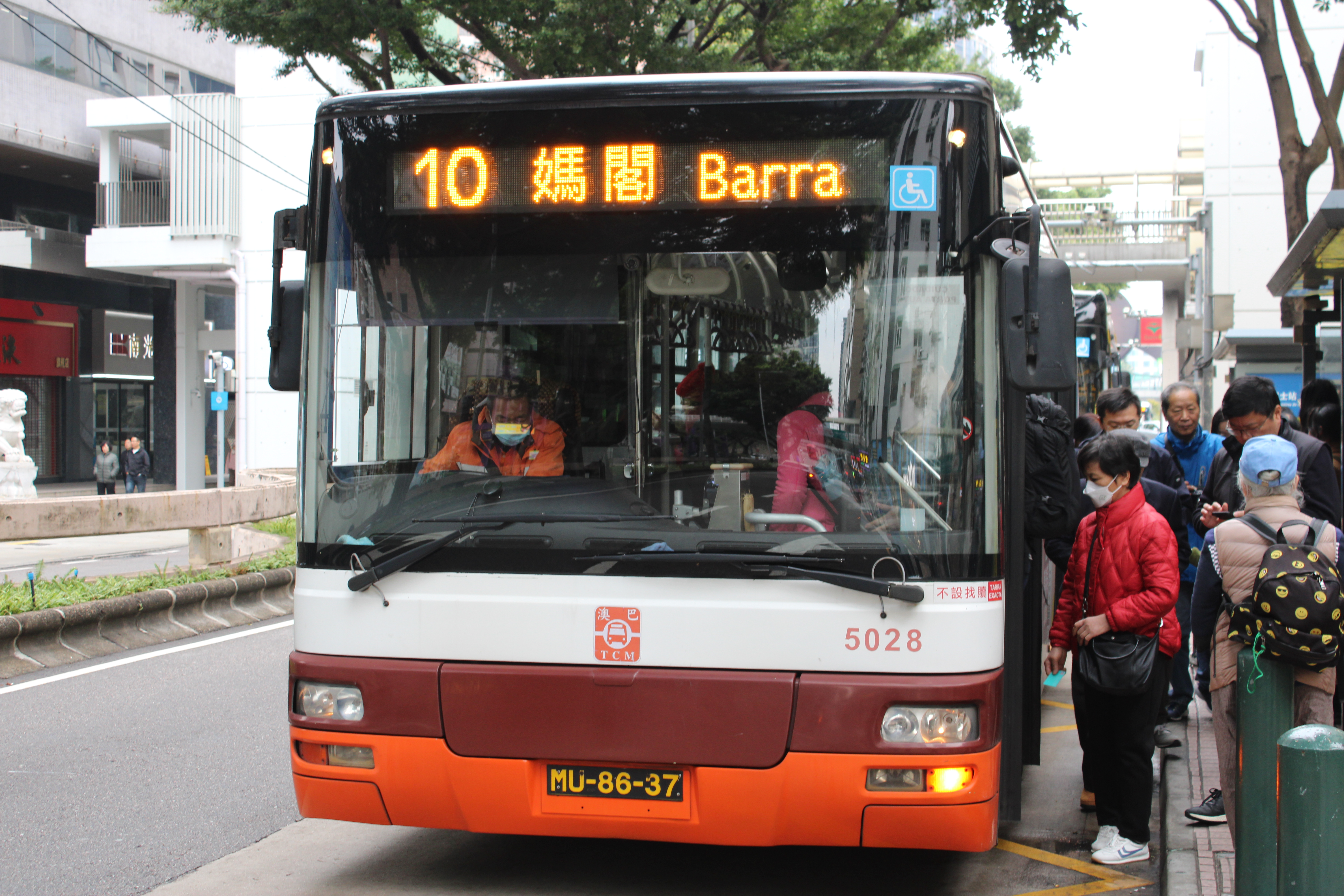
宇通ZK6128HGE
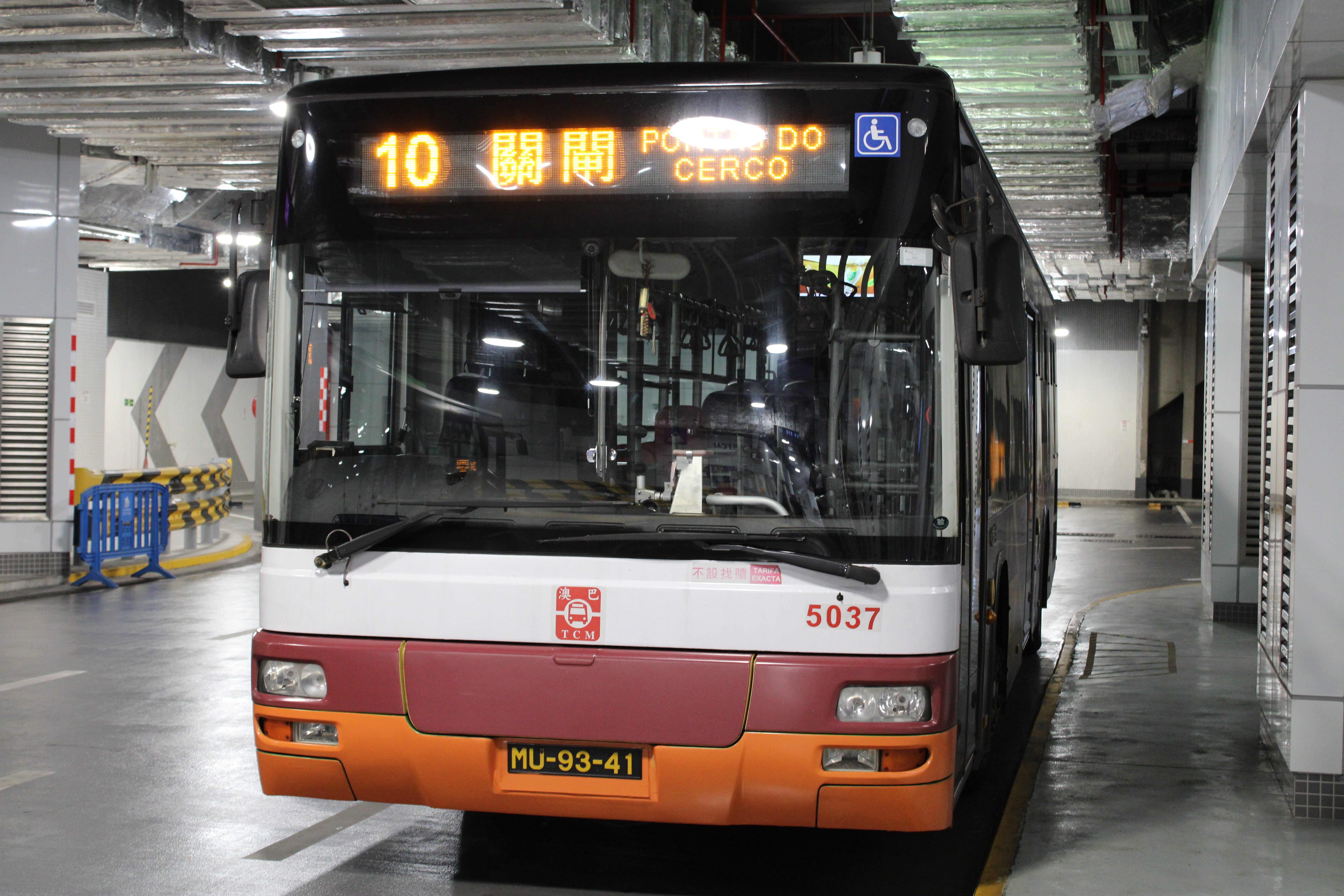
宇通ZK6128HGE
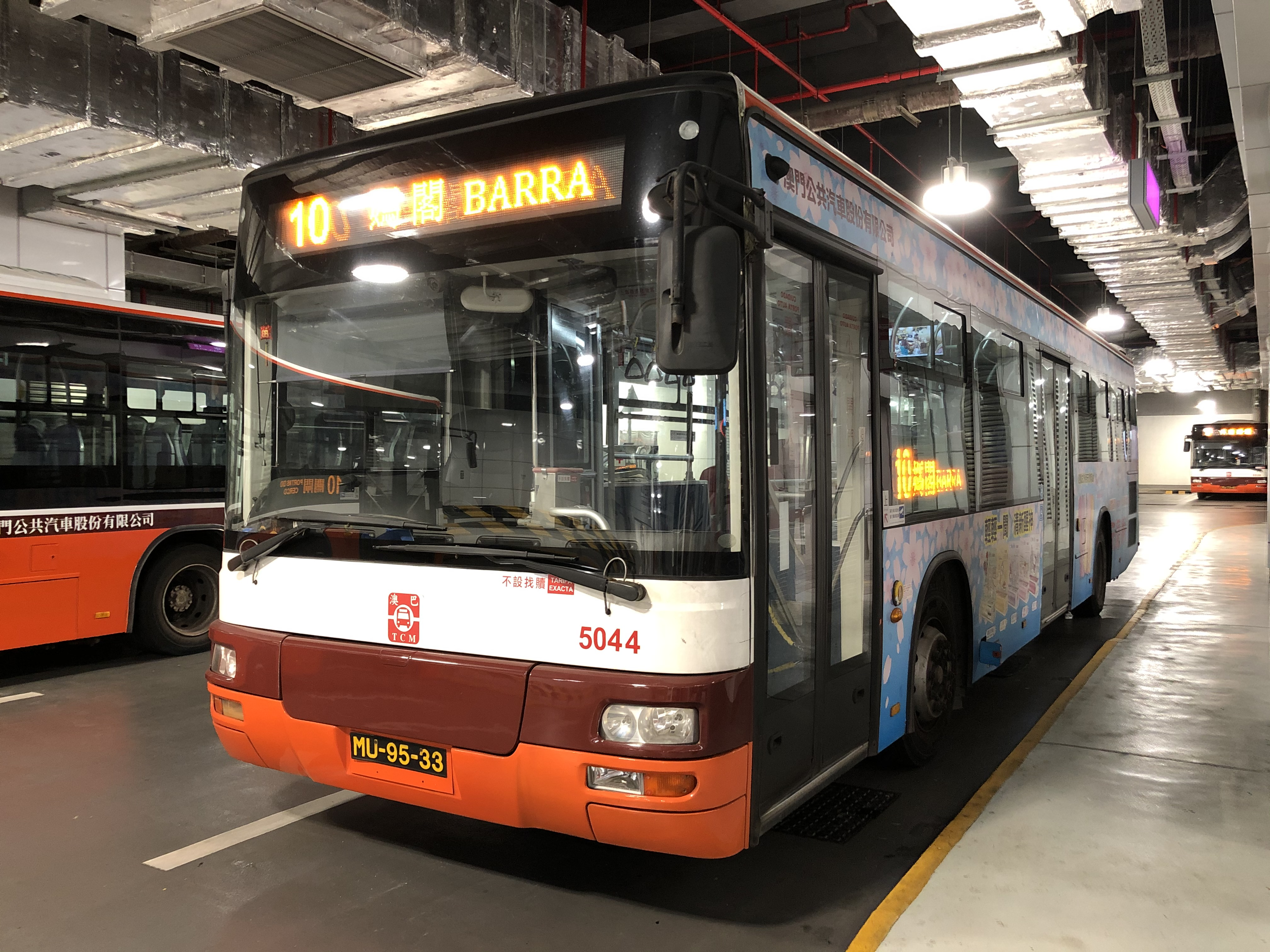
宇通ZK6128HGE
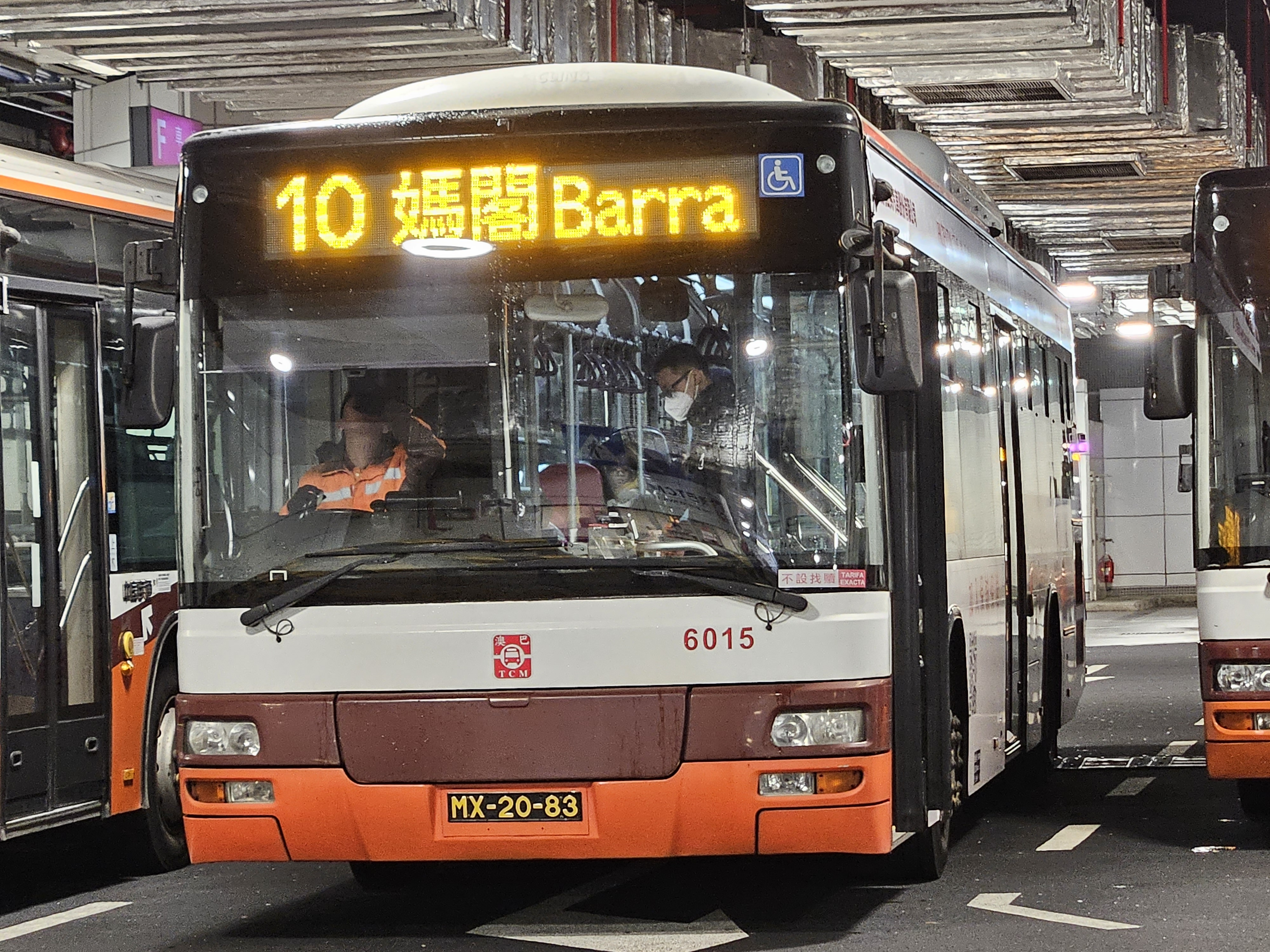
宇通ZK6125HNG
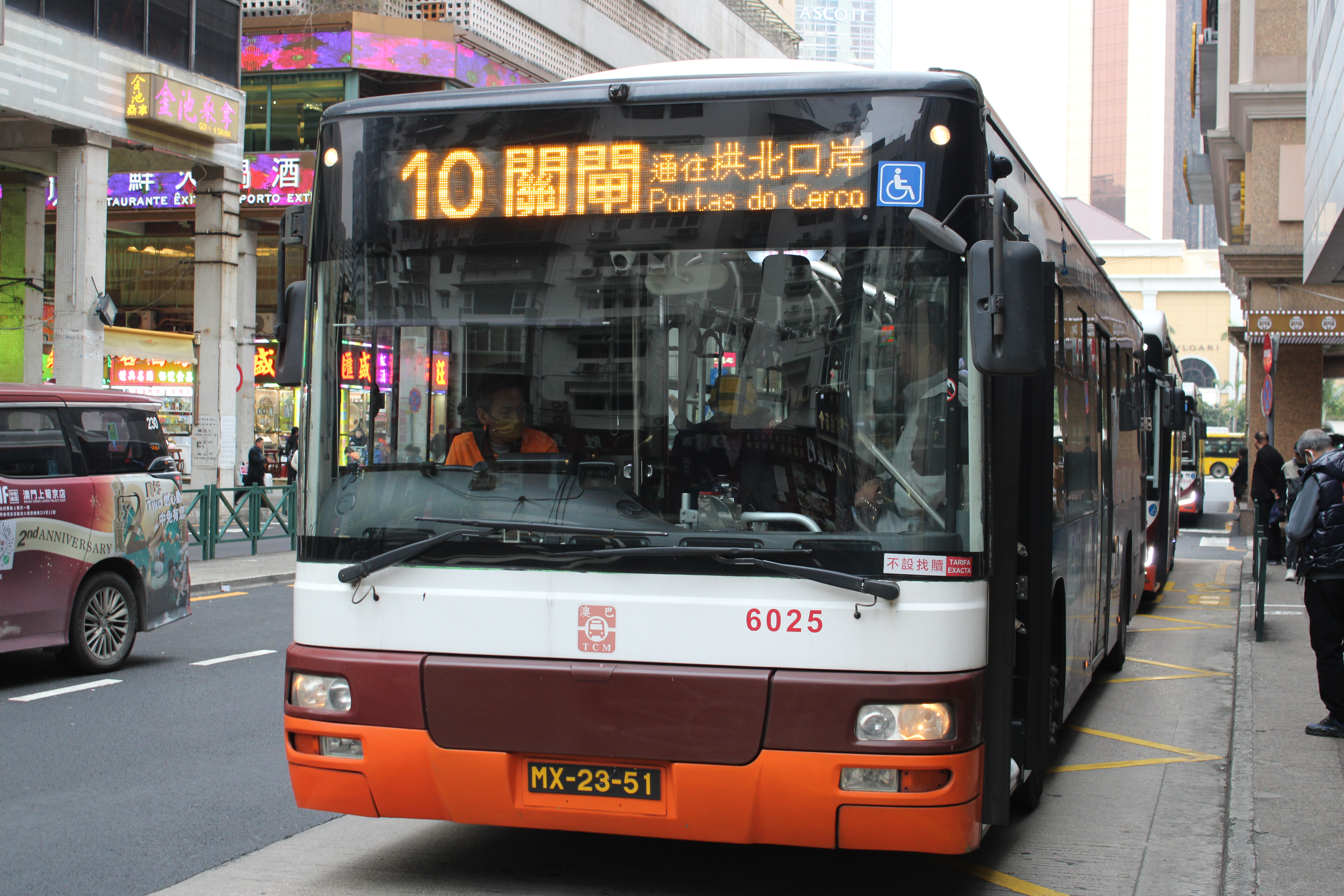
宇通ZK6125HNG
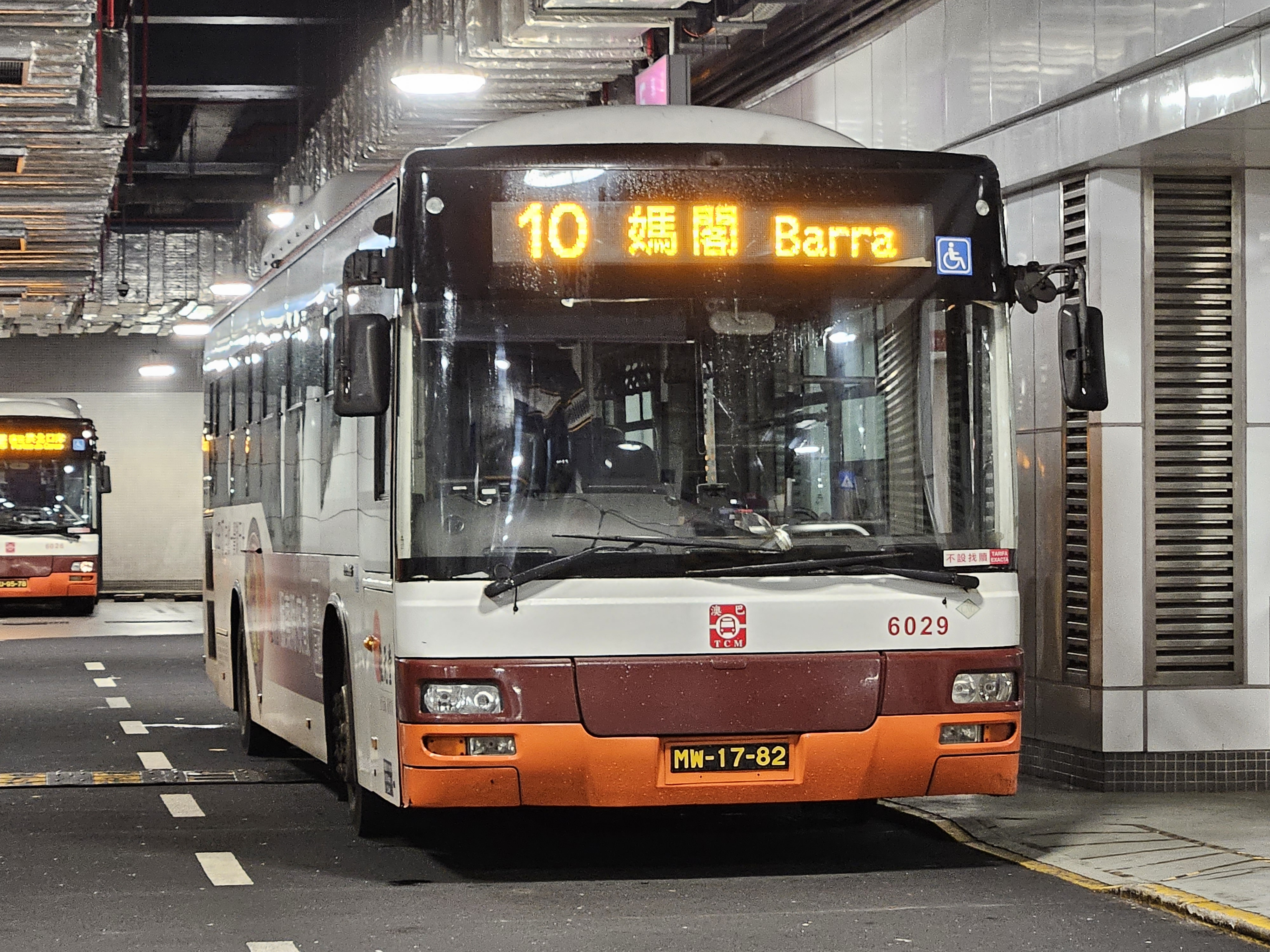
宇通ZK6128HNGE
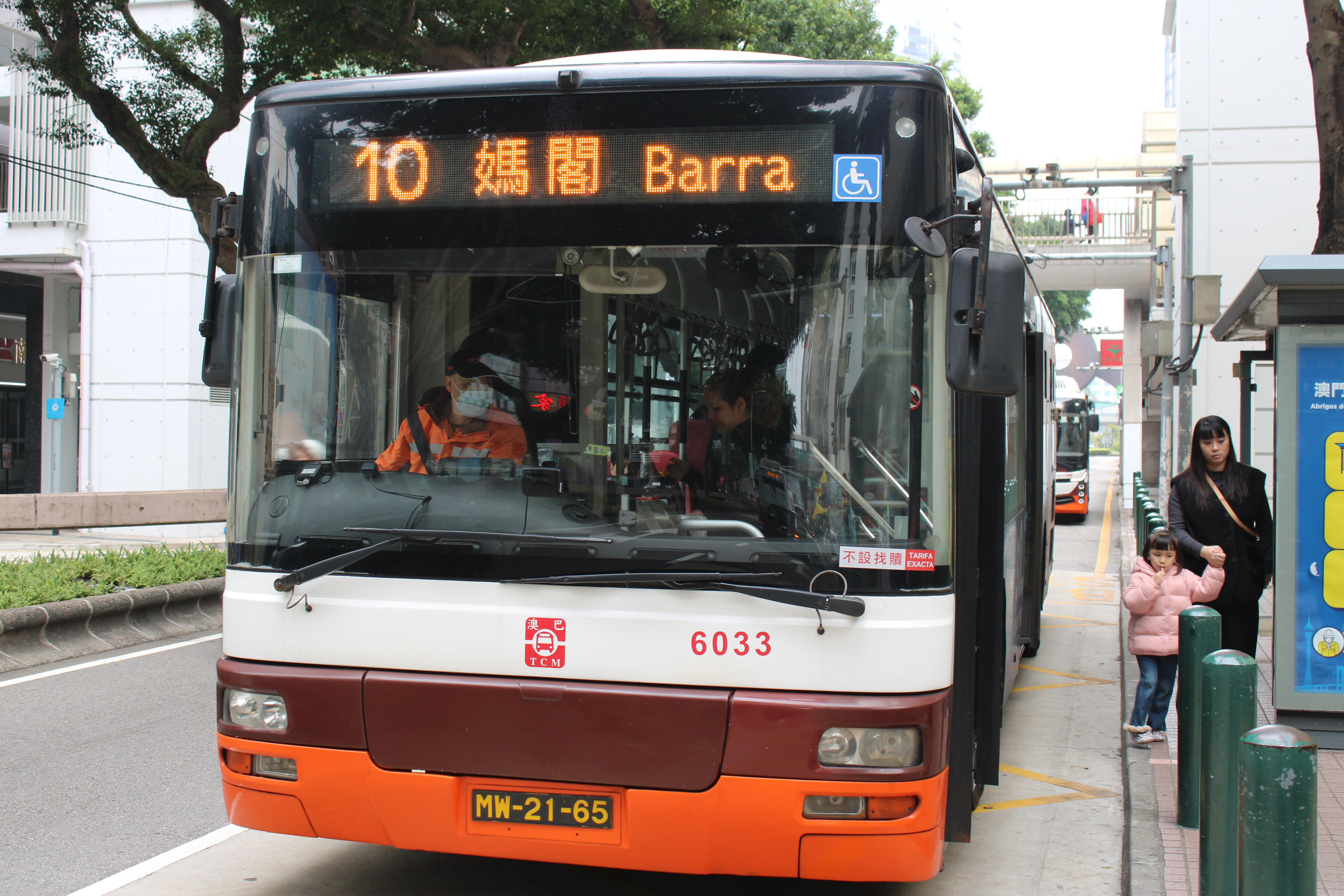
宇通ZK6128HNGE
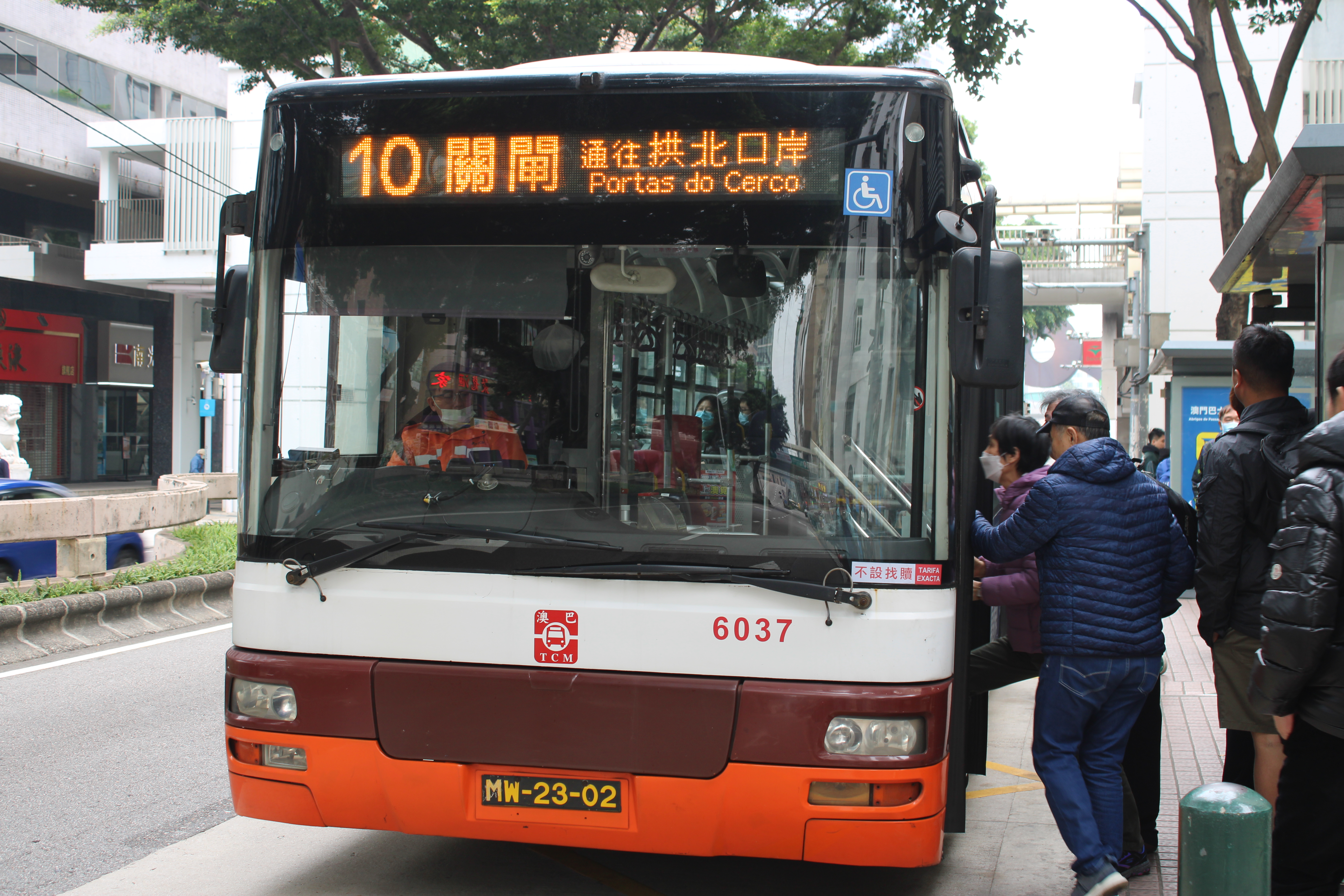
宇通ZK6128HNGE
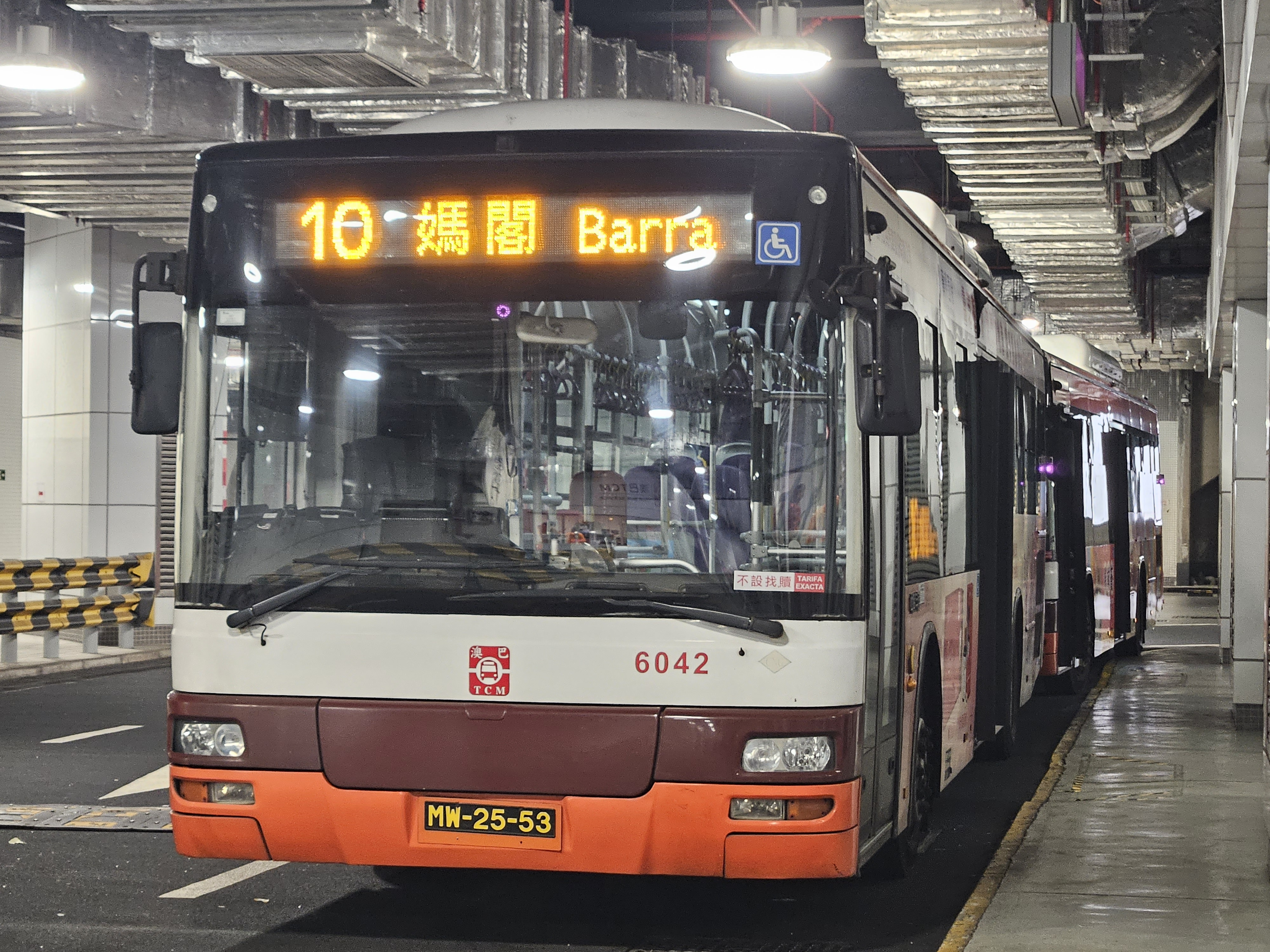
宇通ZK6128HNGE
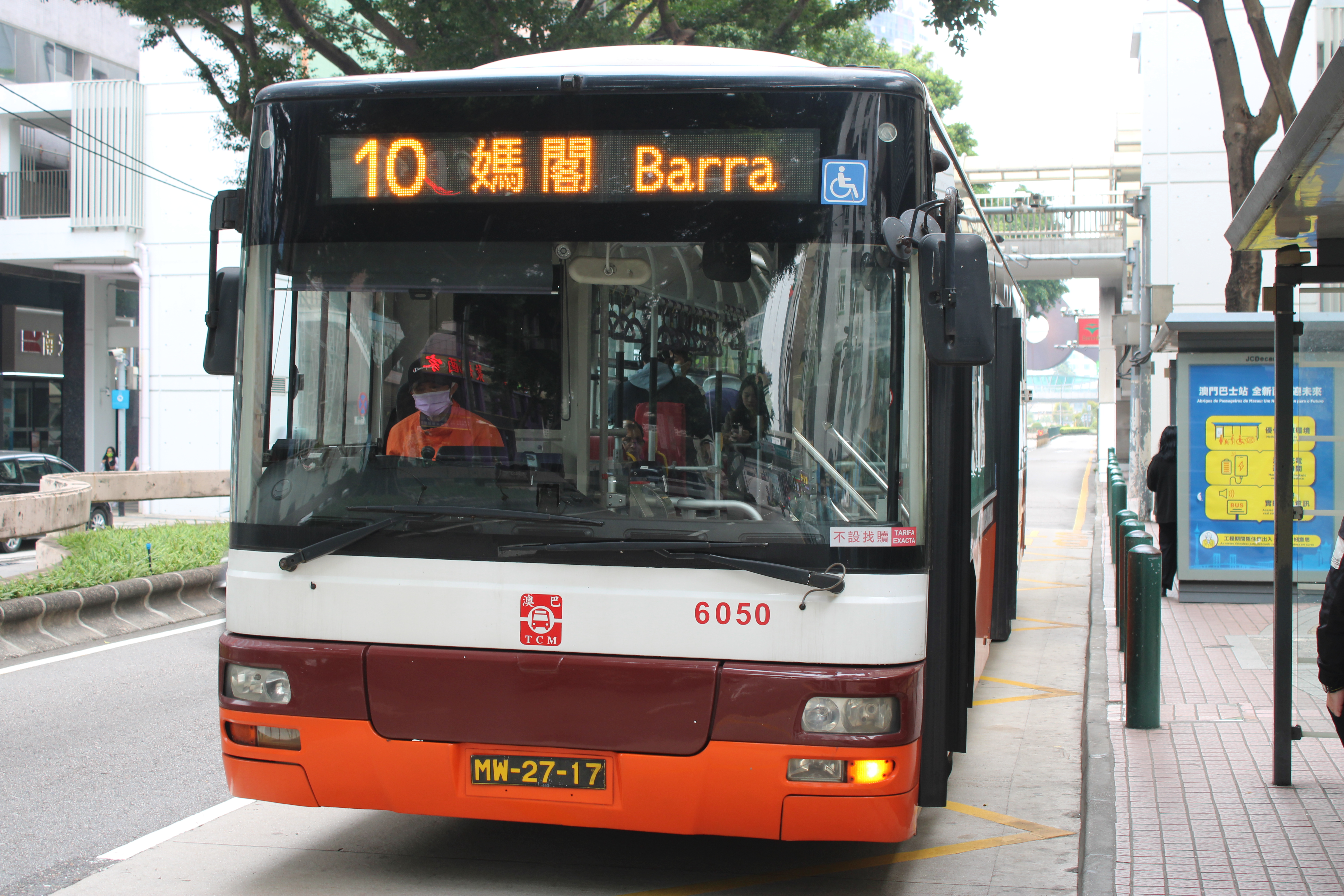
宇通ZK6128HNGE
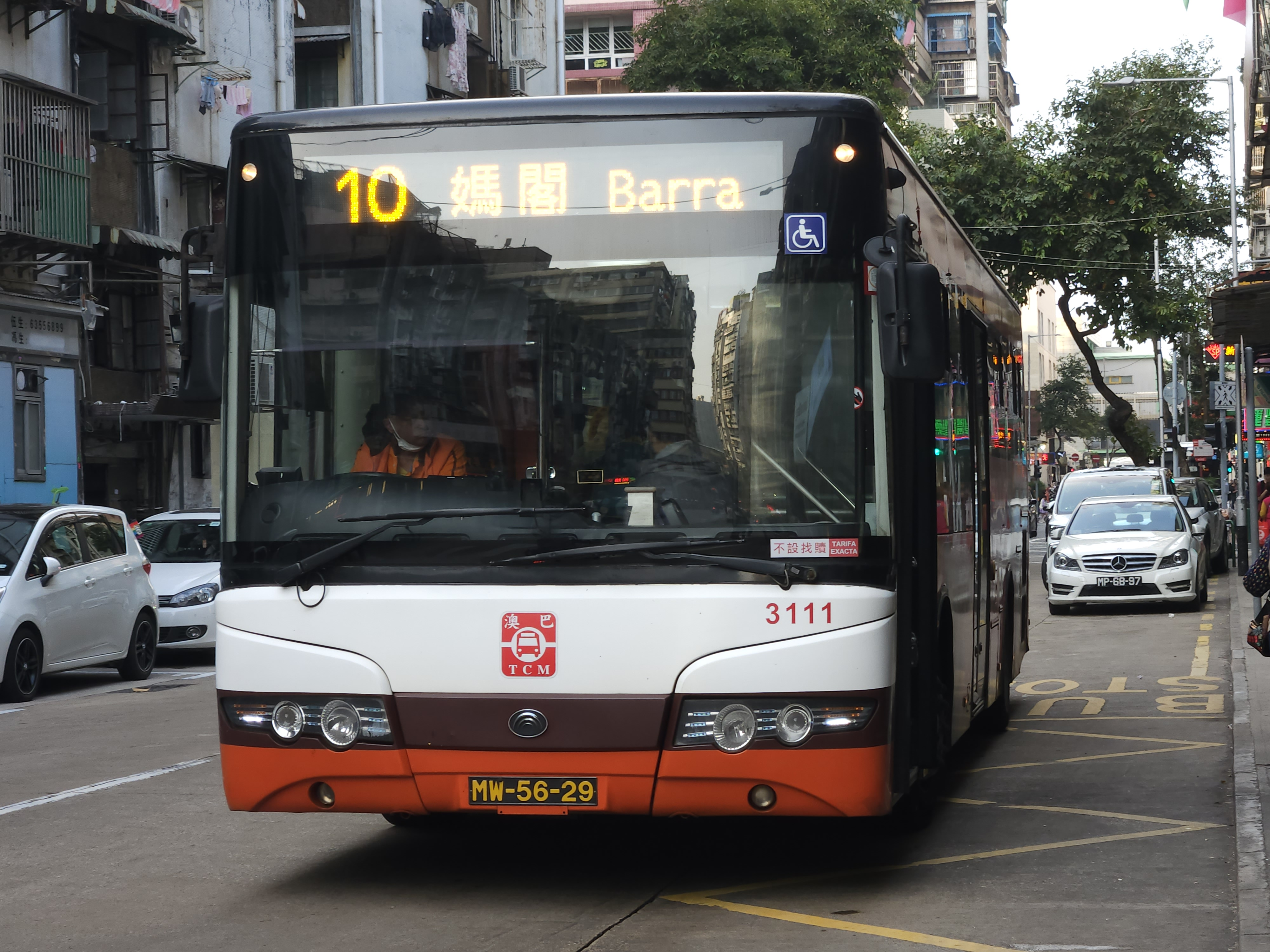
宇通ZK6105HG
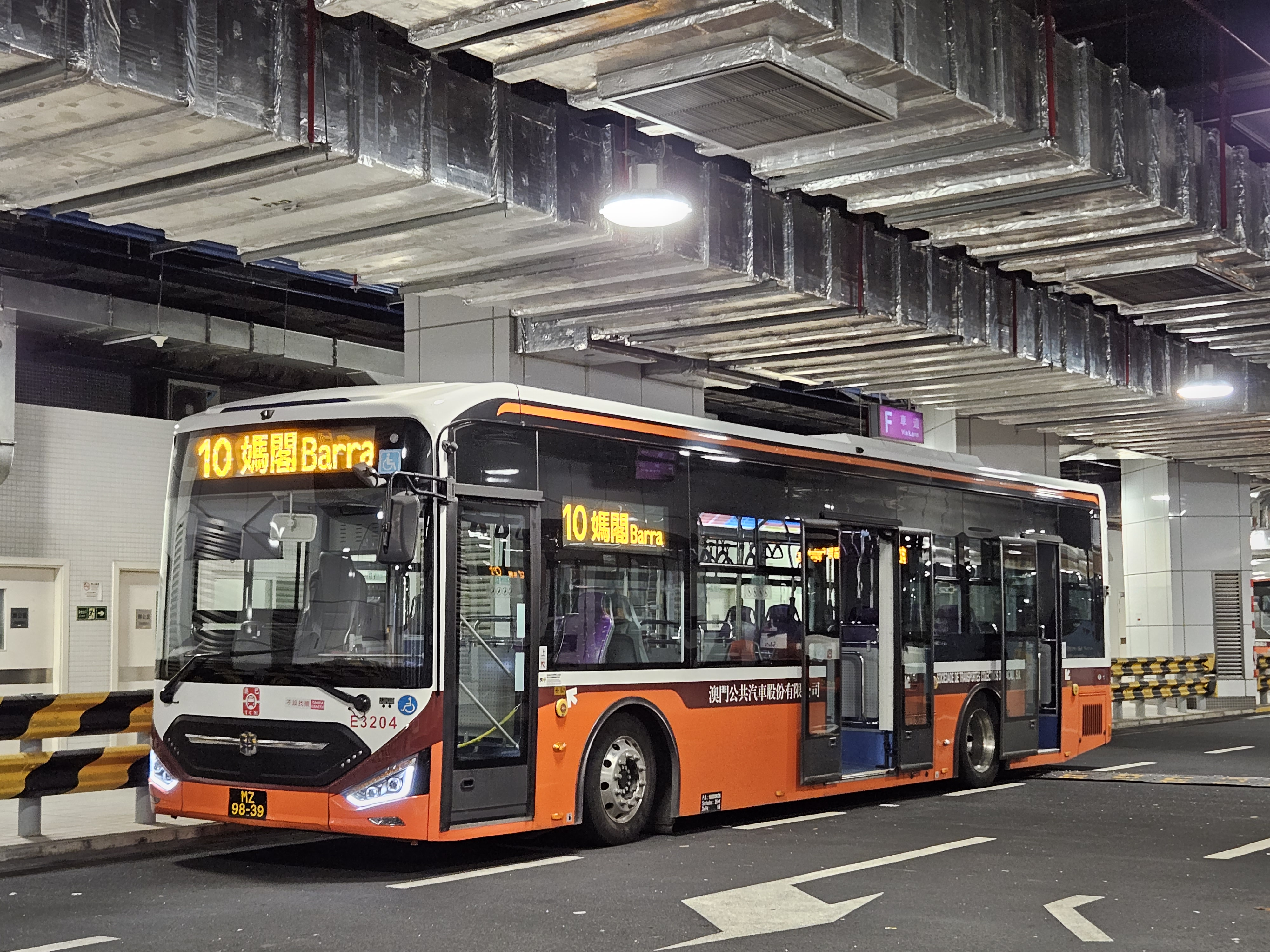
中通LCK6113SHEVG
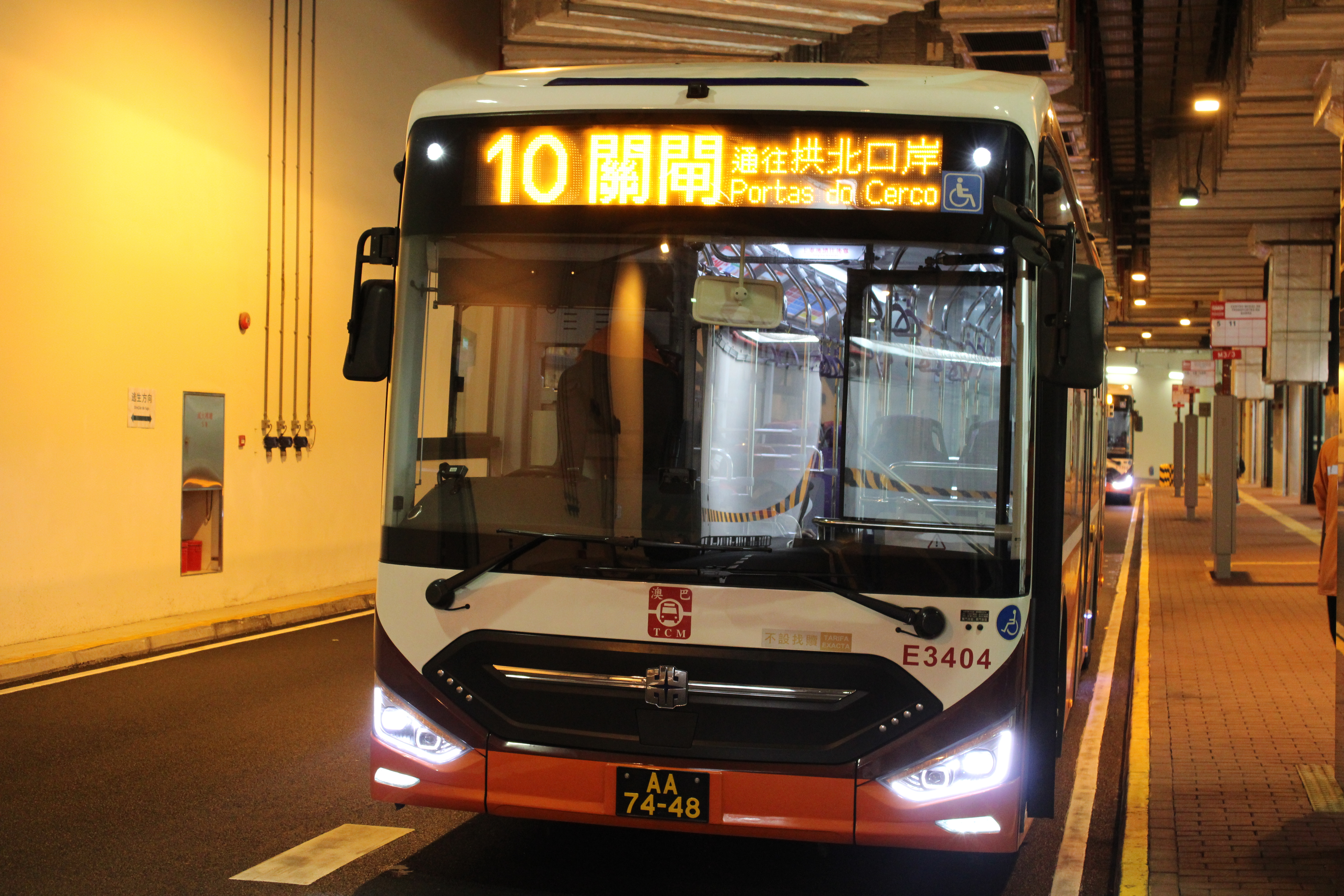
中通LCK6113SHEVG
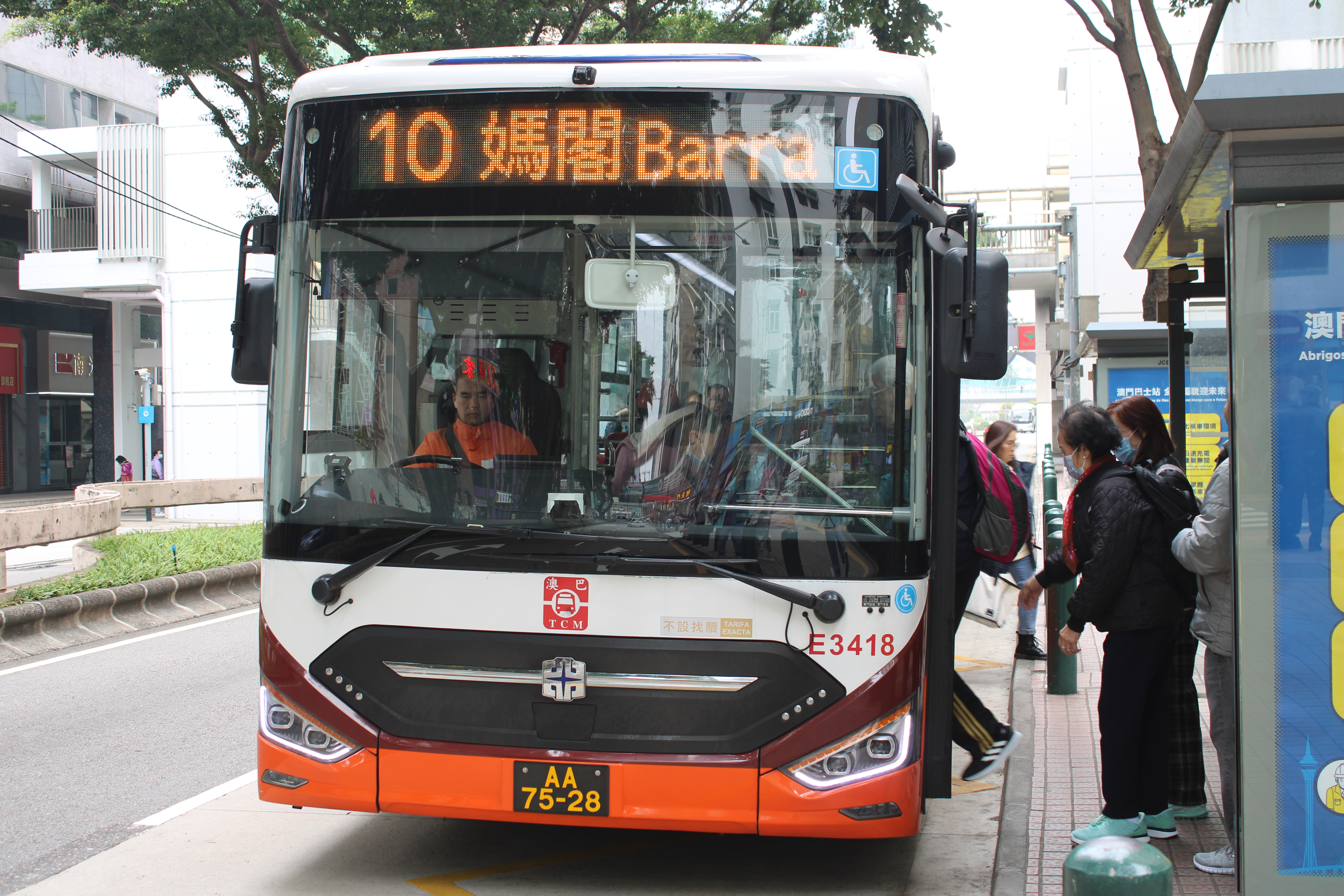
中通LCK6113SHEVG
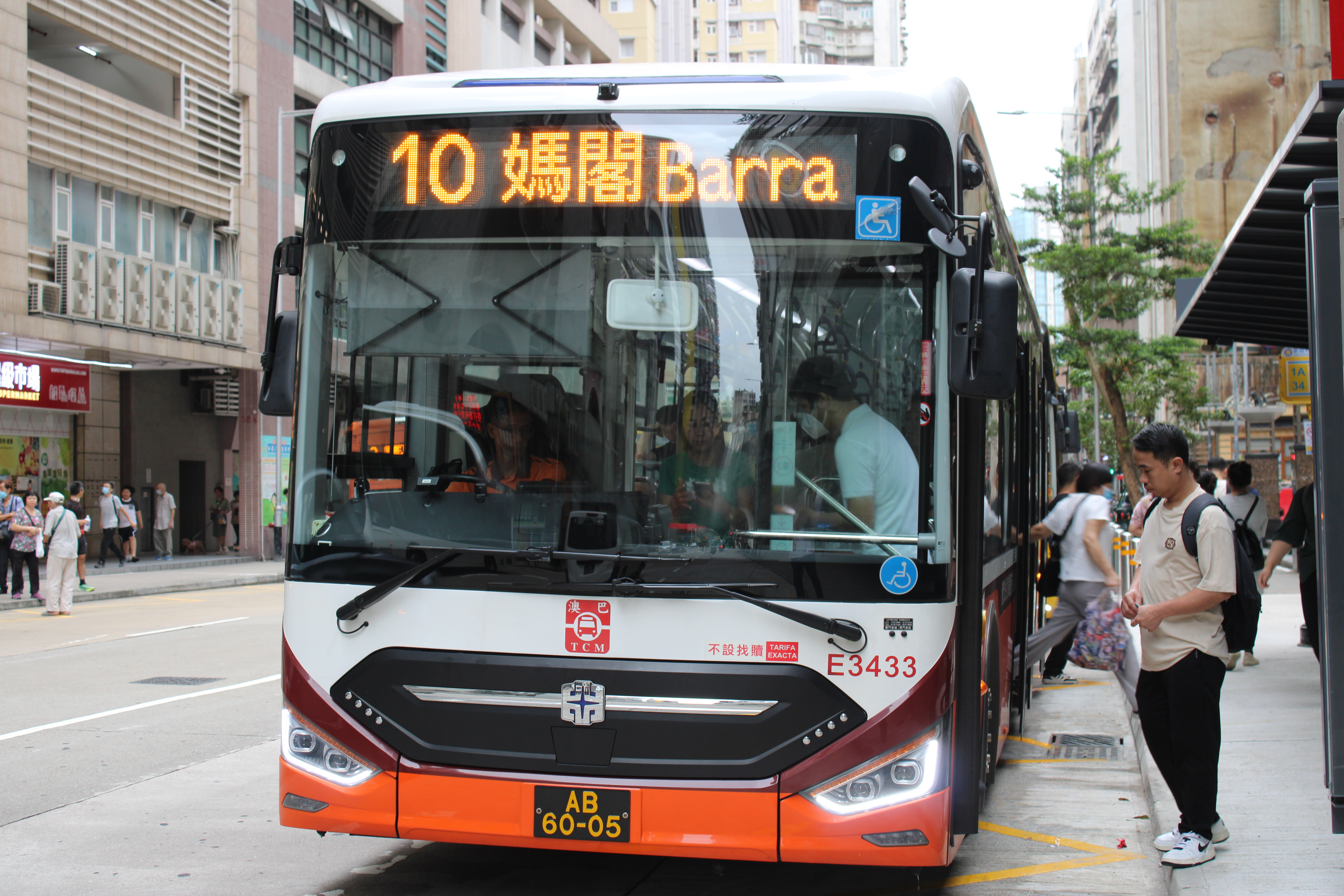
中通LCK6113SHEVG

2022年6月26日起：
- 宇通ZK6128HGE
- 宇通ZK6118HGE

2022年7月1日起：
- 宇通ZK6128HGE
- 宇通ZK6118HGE
- 宇通ZK6105HG

2022年7月13日起：
- 宇通ZK6128HGE
- 宇通ZK6105HG

2022年7月19日起：
- 宇通ZK6128HGE
- 宇通ZK6125HNG

2022年7月23日起：
- 宇通ZK6128HGE

2022年8月11日起：
- 宇通ZK6128HGE
- 中通LCK6113SHEVG

2022年9月起：
- 宇通ZK6128HGE
- 宇通ZK6115HG1
- 中通LCK6113SHEVG

2022年11月1日起：
- 宇通ZK6128HGE
- 中通LCK6113SHEVG

2024年2月28日起：
- 宇通ZK6125HNG
- 宇通ZK6128HNGE

### 特見
- 曾在2019澳門國際煙花比賽匯演使用：宇通ZK6125HNG

## 電牌
| 往關閘方向                   | 往關閘方向        | 往關閘方向 |
| 日期                         | 頭牌              | 圖例       |
| ---------------------------- | ----------------- | ---------- |
| 2017年8月23日前              | 關閘              |            |
| 2018年12月15日至2024年2月8日 | 關閘              |            |
| 2017年8月23日至12月14日      | 巴波沙大馬路      |            |
| 2024年2月9日起               | 關閘 通往拱北口岸 |            |
| 往媽閣方向                   |                   |            |
| 日期                         | 頭牌              | 圖例       |
| 2018年6月30日前              | 媽閣              |            |
| 2018年8月17日起              | 媽閣              |            |
| 2018年6月30日至8月16日       | 旅遊塔            |            |
| 旅遊塔舉行活動期間           | 旅遊塔            |            |
| 2023年1月24日                | 亞馬喇前地        |            |

## 路線資料

### 收費
| 收費類別     | 收費類別                      | 收費類別             | 費用 |
| ------------ | ----------------------------- | -------------------- | ---- |
| 現金         | 現金                          | 現金                 | $6.0 |
| 境外支付工具 | 支付寶（內地及香港）          | 支付寶（內地及香港） | $6.0 |
| 境外支付工具 | 雲閃付 非綁定澳門銀聯卡       |                      | $6.0 |
| 境外支付工具 | 微信支付（內地及香港）        |                      | $6.0 |
| 境外支付工具 | 交通聯合 非澳門發行的全國通卡 |                      | $6.0 |
| 境內支付工具 | 澳門通                        | 全民卡               | $3.0 |
| 境內支付工具 | 澳門通                        | 學生卡               | $1.5 |
| 境內支付工具 | 澳門通                        | 長者卡               | 免費 |
| 境內支付工具 | 澳門通                        | 殘疾卡               | 免費 |
| 境內支付工具 | 聚易用＋                      | 聚易用＋             | $3.0 |

### 服務時間及班距
| 服務時間                     | 服務時間     | 每天        |
| ---------------------------- | ------------ | ----------- |
| 關閘總站                     | 關閘總站     | 06:00-01:15 |
| 媽閣交通樞紐                 | 媽閣交通樞紐 | 05:45-00:40 |
| 班距                         | 尖峰         | 5-9分鐘     |
| 班距                         | 離峰         | 6-12分鐘    |
| 懸掛8號風球後1小時開出尾班車 |              |             |

### 路線停站
| 10   | 關閘 ↔ 媽閣 | 關閘 ↔ 媽閣          | 關閘 ↔ 媽閣        | 關閘 ↔ 媽閣 | 關閘 ↔ 媽閣              | 關閘 ↔ 媽閣        |
| 序號 | 往程        | 往程                 | 往程               | 返程        | 返程                     | 返程               |
| 序號 | 站號        | 站名                 | 輕軌站／出入境口岸 | 站號        | 站名                     | 輕軌站／出入境口岸 |
| 1    | M1/2        | 關閘總站             | 關閘邊檢大樓       | M3/4        | 媽閣交通樞紐             | 媽閣站             |
| 2    | M281        | 祐漢第一街           |                    | M198/2      | 西灣湖景大馬路／媽閣碼頭 |                    |
| 3    | M29         | 慕拉士馬路           |                    | M183/2      | 河邊新街／凱泉灣         |                    |
| 4    | M36/2       | 慕拉士巷             |                    | M140/2      | 河邊新街／李道巷         |                    |
| 5    | M48         | 慕拉士／飛通大廈     |                    | M137/1      | 內港客運碼頭             | 內港客運碼頭       |
| 6    | M52         | 漁翁街／勞工事務局   |                    | M135/2      | 新馬路／大豐             |                    |
| 7    | M239/2      | 外港碼頭             | 外港客運碼頭       | M170/2      | 殷皇子馬路               |                    |
| 8    | M254/2      | 友誼馬路／行車天橋   |                    | M69/1       | 葡京酒店                 |                    |
| 9    | M241        | 金蓮花廣場           |                    | M160/1      | 十月一號前地             |                    |
| 10   | M71         | 廈門街／澳門理工大學 |                    | M158/1      | 北京街／假日酒店         |                    |
| 11   | M155        | 東方拱門             |                    | M161        | 高美士／利澳             |                    |
| 12   | M157/2      | 治安警察局           |                    | M70         | 澳門理工大學             |                    |
| 13   | M173/1      | 約翰四世大馬路       |                    | M118/2      | 高美士／馬六甲街停車場   |                    |
| 14   | M171/1      | 中區／殷皇子馬路     |                    | M53         | 水塘北角／勞工事務局     |                    |
| 15   | M142        | 新馬路／金碧坊       |                    | M49         | 慕拉士馬路／望信樓       |                    |
| 16   | M136/1      | 粵通碼頭             |                    | M35/2       | 慕拉士馬路／望善樓       |                    |
| 17   | M139/2      | 司打口               | 內港客運碼頭       | M28/1       | 黑沙環馬路               |                    |
| 18   | M184        | 河邊新街／街市       |                    | M8/2        | 巴波沙大馬路             |                    |
| 19   | M188        | 河邊新街／下環       |                    | M1/2        | 關閘總站                 | 關閘邊檢大樓       |
| 20   | M203/1      | 媽閣廟站             |                    |             |                          |                    |
| 21   | M3/4        | 媽閣交通樞紐         | 媽閣站             |             |                          |                    |

### 賽車期間路線停站
| 10   | 關閘 ↔ 媽閣 | 關閘 ↔ 媽閣          | 關閘 ↔ 媽閣 | 關閘 ↔ 媽閣              |
| 序號 | 往程        | 往程                 | 返程        | 返程                     |
| 序號 | 站號        | 站名                 | 站號        | 站名                     |
| 1    | M1          | 關閘總站             | M3          | 媽閣交通樞紐             |
| 2    | M281        | 祐漢第一街           | M198        | 西灣湖景大馬路／媽閣碼頭 |
| 3    | M29         | 慕拉士馬路           | M183        | 河邊新街／凱泉灣         |
| 4    | M46         | 鮑思高球場           | M140        | 河邊新街／李道巷         |
| 5    |             | 綜藝館臨時站         | M137        | 內港客運碼頭             |
| 6    | M71         | 廈門街／澳門理工大學 | M135        | 新馬路／大豐             |
| 7    | M155        | 東方拱門             | M167        | 南灣大馬路／時代         |
| 8    | M157        | 治安警察局           | M168        | 八角亭                   |
| 9    | M173        | 約翰四世大馬路       | M202        | 南光大廈                 |
| 10   | M171        | 中區／殷皇子馬路     | M161        | 高美士／利澳             |
| 11   | M142        | 金碧文娛中心         | M70         | 澳門理工大學             |
| 12   | M136        | 粵通碼頭             | M118        | 高美士／馬六甲街停車場   |
| 13   | M139        | 司打口               | M39         | 澳廣視                   |
| 14   | M184        | 河邊新街／街市       | M28         | 黑沙環馬路               |
| 15   | M188        | 河邊新街／下環       | M8          | 巴波沙大馬路             |
| 16   | M203        | 媽閣廟站             | M1          | 關閘總站                 |
| 17   | M3          | 媽閣交通樞紐         |             |                          |

- 粗體字為大賽車期間臨時停靠站點

## 本線分流路線
- 澳門巴士10B路線
- 澳門巴士10C路線（已取消）
- 澳門巴士10X路線（已取消）

## 批評
舊澳巴時期
2008年12月起，澳巴車齡達20年的數部巴士先後行駛於本線，此批車因在2006年澳巴旗下巴士在9天內接連發生多次重大交通事故，當時被政府要求停駛。事後澳巴被指違反諾言，重新起用安全水平成疑的舊巴士。
維澳蓮運時期
- 10號線是澳巴「線王」，原本是由澳巴營運，自從改由維澳蓮運行走後，服務大不如前，導致有網民及乘客大為不滿。在關閘總站人影都不見，加上維澳蓮運班次不足，無法疏導本線客量，舊公司澳巴雖然都是用10米大巴行走，但當時班次頻密，相比起之下問題不大。

## 重大意外
- 1994年，澳巴一輛行駛本線的「日產」Civilian小巴（車隊編號：S43）在漁翁街附近撞向一輛貨車車尾，肇事巴士車頭盡毀，司機腿部亦受到重創。事後該輛巴士宣告退役，成為澳巴車隊中首部退役的Civilian小巴。

- 2005年7月30日14:00左右，澳巴本線一輛大巴，在台山巴波沙大馬路懷疑收掣不及，撞向前面三部準備或正在停站，分別為兩部新福利中巴和澳巴30路線大巴。事件中四部巴士共13名巴士乘客受傷，消防局需要採取緊急應變措施，先後派出8輛救護車及1輛物料供應車到場救援；另外治安警察局一度封閉附近路段，現場情況緊張，意外令附近道路嚴重擠塞。[23]

- 2006年6月29日，澳巴本線一輛大巴在駛經慕拉士大馬路，懷疑機件故障車底冒煙，期間發出爆炸，車上30多名乘客及時疏散，消防接報到場撲救。[24]

- 2007年11月9日，澳巴本線一輛日野大巴在關閘總站失控，先撞向前面另一輛澳巴10B路線五洲龍大巴，之後向右再撞到一幅牆才停下；被撞的另一輛澳巴大巴又向前撞向前面一輛新福利3A路線大巴。肇事失控巴士擋風玻璃嚴重破裂和車身嚴重凹陷，而被撞澳巴大巴一邊擋風玻璃飛脫，車身嚴重凹陷，而新福利大巴則輕微受損。

- 2008年1月10日，一輛本線澳巴日野大巴，懷疑司機在新馬路外線違規切線，撞到一輛正在出站的新福利33路線巴士，當時兩輛巴士滿載乘客，事件中無人受傷，但令新馬路交通一度受阻。[25]

- 2025年3月15日18:00左右，一輛正行駛於本線澳巴宇通天然氣大巴 (車號：6032) 行駛至新馬路近某商務賓館，撞倒一名33歲持往來港澳通行證的男途人，傷者右眼角及上頷裂傷、胸部挫傷，被送往山頂醫院搶救。事件起因疑行人過路時沒有使用行人設施，待傷者出院後將被檢控。[26]

- 2025年5月24日11:30左右，新馬路近新東方商務賓館發生交通意外，兩名女途人違規在對向車道車輛間隙中突然走出，一輛本線巴士（車號：6011）因收掣不及右車頭撞倒一名女途人。消防到場後接觸35歲內地女旅客，經檢查確定傷者後枕裂傷，將傷者送往山頂醫院救治。警方調查，發現傷者未使用行人過路設施横過馬路，已檢控傷者及另一亂過馬路的旅客。[27]

## 圖片集

### 澳巴時期（舊兩巴時期）
- 平治OH1318
- 平治OH1318
- 日野RK1MMKA
- 日野RK1MMKA
- 日野RK1MMKA
- 日野RK1MMKA
- 日野Blue Ribbon KC-HT2MLCL
- 日野Blue Ribbon KC-HT2MLCL
- 五洲龍FDG6920BG

### 維澳蓮運時期
- 宇通ZK6118HGE

### 新時代時期
- 宇通ZK6118HGE
- 宇通ZK6118HGE
- 宇通ZK6118HGE
- 宇通ZK6128HGE

### 澳巴時期（新兩巴時期）
- 宇通ZK6118HGE
- 宇通ZK6118HGE
- 宇通ZK6128HGE
- 宇通ZK6128HGE
- 宇通ZK6128HGE
- 宇通ZK6128HGE
- 宇通ZK6128HGE
- 宇通ZK6128HGE
- 宇通ZK6128HGE
- 宇通ZK6128HGE
- 宇通ZK6125HNG
- 宇通ZK6125HNG
- 宇通ZK6128HNGE
- 宇通ZK6128HNGE
- 宇通ZK6128HNGE
- 宇通ZK6128HNGE
- 宇通ZK6128HNGE
- 宇通ZK6105HG
- 中通LCK6113SHEVG
- 中通LCK6113SHEVG
- 中通LCK6113SHEVG
- 中通LCK6113SHEVG

## 外部連結
- 澳門公共汽車股份有限公司（官方網站） （页面存档备份，存于）